# European Trophy 2011
European Trophy 2011 byl druhý ročník evropského hokejového klubového turnaje European Trophy, který byl hrán od 11. srpna do 18. prosince 2011. Základní část v divizích byla hrána od 11. srpna do 4. září 2011 a finálový turnaj postoupivších osmi týmů se konal od 16. do 18. prosince 2011. Finálový turnaj měl název Red Bulls Salute a byl hrán v Rakousku, ve Vídni a v Salcburku.
Turnaje se zúčastnilo 24 týmů z šesti evropských zemí. Celkově přibylo 10 nových týmů a poprvé se zúčastnily kluby ze Slovenska. Naopak kluby ze Švýcarska a Norska se soutěže nezúčastní.

## Účastníci
| Západní divize - EC Red Bull Salzburg - Eisbären Berlín - Frölunda Indians - Färjestad BK - Tappara Tampere - TPS Turku | Severní divize - Djurgårdens IF Hockey - HC Slavia Praha - HC Sparta Praha - IFK Helsinky - Jokerit Helsinky - Luleå HF | Jižní divize - Adler Mannheim - HC Bílí tygři Liberec - HC ČSOB Pojišťovna Pardubice - HC Kometa Brno - HV 71 Jönköping - Linköpings HC | Východní divize - HC Mountfield České Budějovice - HC Plzeň 1929 - HC Slovan Bratislava - KalPa Kuopio - Kärpät Oulu - Vienna Capitals |

## Základní část
V základní části mezi 11. srpnem až 4. zářím 2011 hrálo 24 týmů ve čtyřech divizích po šesti týmech. V rámci skupiny hrál každý s každým jeden zápas a každý tým sehrál tři zápasy se soupeři z jiných divizí. Do finálové části postoupili vítězové skupin a 3 týmy z druhých míst (mezi týmy umístěnými na druhém místě rozhodl počet získaných bodů). Poslední osmé postupové místo měl bez ohledu na výsledky tým Red Bull Salzburg.

### Západní divize

#### Tabulka
| Tým                  | Z | V | VP | PP | P | GV | GI | +/- | B  |
| -------------------- | - | - | -- | -- | - | -- | -- | --- | -- |
| Frölunda Indians     | 8 | 5 | 1  | 1  | 1 | 32 | 19 | +13 | 18 |
| Eisbären Berlín      | 8 | 4 | 0  | 1  | 3 | 18 | 26 | -8  | 13 |
| EC Red Bull Salzburg | 8 | 4 | 0  | 0  | 4 | 27 | 25 | +2  | 12 |
| TPS Turku            | 8 | 2 | 2  | 1  | 3 | 19 | 20 | -1  | 11 |
| Färjestad BK         | 8 | 2 | 1  | 2  | 3 | 15 | 22 | -7  | 10 |
| Tappara Tampere      | 8 | 1 | 0  | 2  | 5 | 21 | 28 | -7  | 5  |

#### Zápasy
| 11. srpna 2011 19:00 SEČ | Frölunda Indians | 6 – 0 (2:0, 2:0, 2:0) | Eisbären Berlín | Frölunda Campus, Göteborg Návštěvnost: 2 187 |  |

| Report |                 |          |          |                                           |
| Linus Fernström | Linus Fernström | Brankáři | Rob Zepp | Rozhodčí: Morgan Johansson Patrik Sjöberg |
| Axelsson (Umičevič, Eriksson) 5' Kahnberg (Lundqvist) 14' Pettersson (Pyörälä, Olimb) 28' Johnsson (Pyörälä, Olimb) 31' Koivisto (Kahnberg) 44' Pyörälä (Olimb, von Gunten) 60' |                 |          |          | Rozhodčí: Morgan Johansson Patrik Sjöberg |
| 8 min | 8 min           | Tresty   | 32 min   | Rozhodčí: Morgan Johansson Patrik Sjöberg |
| 36 | 36              | Střely   | 27       | Rozhodčí: Morgan Johansson Patrik Sjöberg |

| 11. srpna 2011 19:00 SEČ | Färjestad BK | 0 – 4 (0:1, 0:0, 0:3) | EC Red Bull Salzburg | Björkhallen, Kristinehamn Návštěvnost: 1 040 |  |

| Report                     |                            |          | |                                      |
| Fredrik Pettersson-Wentzel | Fredrik Pettersson-Wentzel | Brankáři | Joshua Tordjman                                                                                    | Rozhodčí: Wolmer Edqvist Mikael Nord |
|                            |                            |          | 17' Abid (Aubin) 48' Heinrich (Lawrence, Lynch) 53' Latusa (Abid, Bois) 60' Pöck (Schiechl, Raffl) | Rozhodčí: Wolmer Edqvist Mikael Nord |
| 8 min                      | 8 min                      | Tresty   | 14 min                                                                                             | Rozhodčí: Wolmer Edqvist Mikael Nord |
| 37                         | 37                         | Střely   | 22                                                                                                 | Rozhodčí: Wolmer Edqvist Mikael Nord |

| 13. srpna 2011 16:00 SEČ | Frölunda Indians | 3 – 2 (1:1, 0:1, 2:0) | EC Red Bull Salzburg | Frölunda Campus, Göteborg Návštěvnost: 2 471 |  |

| Report                                                                           |                                                                                  |          |                                               |                                           |
| Fredrik Andersen                                                                 | Fredrik Andersen                                                                 | Brankáři | Joshua Tordjman                               | Rozhodčí: Morgan Johansson Patrik Sjöberg |
| Tolsa (Lundqvist, Kahnberg) 8' Eriksson (Tömmernes) 42' Pyörälä (Pettersson) 50' | Tolsa (Lundqvist, Kahnberg) 8' Eriksson (Tömmernes) 42' Pyörälä (Pettersson) 50' |          | 11' Regier (Bois, Lynch) 24' Bois (Schlacher) | Rozhodčí: Morgan Johansson Patrik Sjöberg |
| 12 min                                                                           | 12 min                                                                           | Tresty   | 22 min                                        | Rozhodčí: Morgan Johansson Patrik Sjöberg |
| 28                                                                               | 28                                                                               | Střely   | 32                                            | Rozhodčí: Morgan Johansson Patrik Sjöberg |

| 13. srpna 2011 19:00 SEČ | Färjestad BK | 4 – 3 v prod. (2:1, 1:1, 0:1, 1:0) | Eisbären Berlín | Löfbergs Lila Arena, Karlstad Návštěvnost: 2 687 |  |

| Report | |          |                                                                        |                                       |
| Fredrik Pettersson-Wentzel                                                                                              | Fredrik Pettersson-Wentzel                                                                                              | Brankáři | Kevin Nastiuk                                                          | Rozhodčí: Mikael Sjökvist Mikael Nord |
| Berglund (Åslund, Klefbom) 7' Sterner (Hillding, Wennerström) 10' Lindström (Hillding) 27' Nygren (Grundel, Wallin) 62' | Berglund (Åslund, Klefbom) 7' Sterner (Hillding, Wennerström) 10' Lindström (Hillding) 27' Nygren (Grundel, Wallin) 62' |          | 1' Olver (Sharrow) 25' Mulock (Weiß) 51' Talbot (Baxmann, Christensen) | Rozhodčí: Mikael Sjökvist Mikael Nord |
| 16 min | 16 min | Tresty   | 28 min                                                                 | Rozhodčí: Mikael Sjökvist Mikael Nord |
| 35 | 35 | Střely   | 24                                                                     | Rozhodčí: Mikael Sjökvist Mikael Nord |

| 18. srpna 2011 18:30 SEČ | Tappara Tampere | 3 – 4 SN (0:1, 1:2, 2:0, 0:0, 0:1) | Frölunda Indians | Hakametsä Areena, Tampere Návštěvnost: 3 010 |  |

| Report                                                                        |                                                                               |          | |                                       |
| Jani Nieminen                                                                 | Jani Nieminen                                                                 | Brankáři | Magnus Hellberg                                                                                                 | Rozhodčí: Timo Favorin Jari Leppäalho |
| Lähde (Leimu, Saravo) 34' Järvinen (Saravo, Kaijomaa) 45' Tenute (Saravo) 53' | Lähde (Leimu, Saravo) 34' Järvinen (Saravo, Kaijomaa) 45' Tenute (Saravo) 53' |          | 17' Lundqvist (Kahnberg, Tolsa) 24' Lasu (Johansson, Koivisto) 30' Kahnberg (Lundqvist, Lindqvist) SN' Axelsson | Rozhodčí: Timo Favorin Jari Leppäalho |
| 10 min                                                                        | 10 min                                                                        | Tresty   | 10 min | Rozhodčí: Timo Favorin Jari Leppäalho |
| 26                                                                            | 26                                                                            | Střely   | 37 | Rozhodčí: Timo Favorin Jari Leppäalho |

| 18. srpna 2011 18:30 SEČ | TPS Turku | 2 – 1 v prod. (1:0, 0:1, 0:0, 1:0) | Färjestad BK | HK Areena, Turku Návštěvnost: 2 309 |  |

| Report                                                  |                                                         |          |                      |                                         |
| Marek Schwarz                                           | Marek Schwarz                                           | Brankáři | Cristopher Nihlstorp | Rozhodčí: Stefan Fonselius Antti Orelma |
| Plíhal (Birner, Mojžíš) 19' Plíhal (Raboin, Laakso) 44' | Plíhal (Birner, Mojžíš) 19' Plíhal (Raboin, Laakso) 44' |          | 29' Thorell (Lundh)  | Rozhodčí: Stefan Fonselius Antti Orelma |
| 12 min                                                  | 12 min                                                  | Tresty   | 10 min               | Rozhodčí: Stefan Fonselius Antti Orelma |
| 29                                                      | 29                                                      | Střely   | 21                   | Rozhodčí: Stefan Fonselius Antti Orelma |

| 19. srpna 2011 19:30 SEČ | Eisbären Berlín | 0 – 5 (0:2, 0:2, 0:1) | EC Red Bull Salzburg | O2 World, Berlín Návštěvnost: 8 900 |  |

| Report   |          |          | |                                         |
| Rob Zepp | Rob Zepp | Brankáři | Joshua Tordjman | Rozhodčí: Richard Schütz Jens Steinecke |
|          |          |          | 13' Williams (Earl, Schlacher) 13' Trattnig (Schiechl, Schlacher) 23' Erlich (Latusa, Heinrich) 34' Heinrich (Raffl, Abid) 53' Erlich (Lawrence, Trattnig) | Rozhodčí: Richard Schütz Jens Steinecke |
| 28 min   | 28 min   | Tresty   | 45 min | Rozhodčí: Richard Schütz Jens Steinecke |
| 32       | 32       | Střely   | 32 | Rozhodčí: Richard Schütz Jens Steinecke |

| 20. srpna 2011 17:00 SEČ | Tappara Tampere | 2 – 4 (1:1, 0:2, 1:1) | Färjestad BK | Hakametsä Areena, Tampere Návštěvnost: 2 810 |  |

| Report                                                 |                                                        |          | |                                       |
| Juha Metsola                                           | Juha Metsola                                           | Brankáři | Fredrik Pettersson-Wentzel                                                                            | Rozhodčí: Jussi Leppänen Tero Toivola |
| Järvinen (Peltola) 3' Järvinen (Elorinne, Peltola) 46' | Järvinen (Peltola) 3' Järvinen (Elorinne, Peltola) 46' |          | 16' Paulsson (Johansson, Thorell) 23' Holtet 31' Sterner (Wennerström, Berglund) 46' Sterner (Nygren) | Rozhodčí: Jussi Leppänen Tero Toivola |
| 16 min                                                 | 16 min                                                 | Tresty   | 10 min                                                                                                | Rozhodčí: Jussi Leppänen Tero Toivola |
| 33                                                     | 33                                                     | Střely   | 29 | Rozhodčí: Jussi Leppänen Tero Toivola |

| 20. srpna 2011 17:00 SEČ | TPS Turku | 3 – 2 SN (0:0, 1:1, 1:1, 0:0, 1:0) | Frölunda Indians | HK Areena, Turku Návštěvnost: 2 465 |  |

| Report                                                                     |                                                                            |          |                                               |                                    |
| Aleksis Ahlqvist                                                           | Aleksis Ahlqvist                                                           | Brankáři | Frederik Andersen                             | Rozhodčí: Jari Levonen Antti Boman |
| Plíhal (Tuominen, Birner) 40' Anttila (Suominen, Vahalahti) 51' Birner SN' | Plíhal (Tuominen, Birner) 40' Anttila (Suominen, Vahalahti) 51' Birner SN' |          | 25' Axelsson 58' Tömmernes (Tolsa, Lundqvist) | Rozhodčí: Jari Levonen Antti Boman |
| 10 min                                                                     | 10 min                                                                     | Tresty   | 14 min                                        | Rozhodčí: Jari Levonen Antti Boman |
| 25                                                                         | 25                                                                         | Střely   | 23                                            | Rozhodčí: Jari Levonen Antti Boman |

| 25. srpna 2011 19:15 SEČ | EC Red Bull Salzburg | 3 – 8 (2:1, 1:4, 0:3) | Tappara Tampere | Eisarena Salzburg, Salcburk Návštěvnost: 1 276 |  |

| Report                                                                       |                                                                              |          | |                                     |
| Josh Tordjman                                                                | Josh Tordjman                                                                | Brankáři | Juha Metsola | Rozhodčí: Georg Veit Wolfgang Fussi |
| Regier (Bois, Earl) 7' Latusa (Abid, Raffl) 13' Heinrich (Latusa, Aubin) 31' | Regier (Bois, Earl) 7' Latusa (Abid, Raffl) 13' Heinrich (Latusa, Aubin) 31' |          | 18' Venäläinen (Makkonen) 25' Strömberg (Makkonen, Mäntylä) 27' Venäläinen (Strömberg, Makkonen) 34' Mäntylä (Halme, Tenute) 35' Halme (Peltola, Cepis) 49' Makkonen 52' Leimu (Halme, Kangasniemi) 54' Cepis (Peltola, Ekbom) | Rozhodčí: Georg Veit Wolfgang Fussi |
| 59 min                                                                       | 59 min                                                                       | Tresty   | 49 min | Rozhodčí: Georg Veit Wolfgang Fussi |
| 25                                                                           | 25                                                                           | Střely   | 52 | Rozhodčí: Georg Veit Wolfgang Fussi |

| 25. srpna 2011 20:00 SEČ | Eisbären Berlín | 4 – 3 (0:1, 2:0, 2:2) | TPS Turku | EnergieVerbund Arena, Drážďany Návštěvnost: 2 050 |  |

| Report | |          |                                                                           |                                         |
| Kevin Nastiuk                                                                                                  | Kevin Nastiuk                                                                                                  | Brankáři | Aleksis Ahlqvist                                                          | Rozhodčí: Georg Jakublov Jens Steinecke |
| Regehr (Busch, Tallackson) 25' Talbot (Sharrow, Mulock) 28' Angell (Olver, Tallackson) 54' Talbot (Mulock) 60' | Regehr (Busch, Tallackson) 25' Talbot (Sharrow, Mulock) 28' Angell (Olver, Tallackson) 54' Talbot (Mulock) 60' |          | 20' Plíhal (Mojžíš) 55' Hattunen (Raboin, Vittasmäki) 56' Anttila (Černý) | Rozhodčí: Georg Jakublov Jens Steinecke |
| 12 min | 12 min | Tresty   | 39 min                                                                    | Rozhodčí: Georg Jakublov Jens Steinecke |
| 47 | 47 | Střely   | 22                                                                        | Rozhodčí: Georg Jakublov Jens Steinecke |

| 27. srpna 2011 19:15 SEČ | EC Red Bull Salzburg | 4 – 2 (1:0, 1:1, 2:1) | TPS Turku | Eisarena Salzburg, Salcburk Návštěvnost: 1 342 |  |

| Report                                                                                         |                                                                                                |          |                                                      |                                       |
| Joshua Tordjman                                                                                | Joshua Tordjman                                                                                | Brankáři | Aleksis Ahlqvist                                     | Rozhodčí: Thomas Bernecker Georg Veit |
| Raffl (Bois, Lynch) 5' Abid (Latusa, Regier) 21' Raffl (Earl, Bois) 48' Earl (Raffl, Bois) 60' | Raffl (Bois, Lynch) 5' Abid (Latusa, Regier) 21' Raffl (Earl, Bois) 48' Earl (Raffl, Bois) 60' |          | 29' Raboin (Anttila, Palmroth) 59' Plíhal (Tuominen) | Rozhodčí: Thomas Bernecker Georg Veit |
| 4 min                                                                                          | 4 min                                                                                          | Tresty   | 10 min                                               | Rozhodčí: Thomas Bernecker Georg Veit |
| 35                                                                                             | 35                                                                                             | Střely   | 42                                                   | Rozhodčí: Thomas Bernecker Georg Veit |

| 27. srpna 2011 20:00 SEČ | Eisbären Berlín | 1 – 0 (0:0, 1:0, 0:0) | Tappara Tampere | Kunsteisstadion Crimmitschau, Crimmitschau Návštěvnost: 2 123 |  |

| Report                         |               |          |               |                                         |
| Kevin Nastiuk                  | Kevin Nastiuk | Brankáři | Jani Nieminen | Rozhodčí: Richard Schütz Jens Steinecke |
| Regehr (Olver, Tallackson) 23' |               |          |               | Rozhodčí: Richard Schütz Jens Steinecke |
| 18 min                         | 18 min        | Tresty   | 14 min        | Rozhodčí: Richard Schütz Jens Steinecke |
| 26                             | 26            | Střely   | 25            | Rozhodčí: Richard Schütz Jens Steinecke |

| 1. září 2011 18:30 SEČ | TPS Turku | 3 – 1 (0:1, 2:0, 1:0) | Tappara Tampere | HK Arena, Turku Návštěvnost: 2 922 |  |

| Report                                                                            |                                                                                   |          |                         |                                           |
| Marek Schwarz                                                                     | Marek Schwarz                                                                     | Brankáři | Juha Metsola            | Rozhodčí: Stefan Fonselius Aleksi Rantala |
| Stone (Vahalahti, Anttila) 22' Seppänen (Černý) 36' Laakso (Birner, Tuominen) 45' | Stone (Vahalahti, Anttila) 22' Seppänen (Černý) 36' Laakso (Birner, Tuominen) 45' |          | 5' Peltola (Venäläinen) | Rozhodčí: Stefan Fonselius Aleksi Rantala |
| 18 min                                                                            | 18 min                                                                            | Tresty   | 12 min                  | Rozhodčí: Stefan Fonselius Aleksi Rantala |
| 35                                                                                | 35                                                                                | Střely   | 22                      | Rozhodčí: Stefan Fonselius Aleksi Rantala |

| 4. září 2011 16:00 SEČ | Färjestad BK | 1 – 4 (0:4, 1:0, 0:0) | Frölunda Indians | Löfbergs Lila Arena, Karlstad Návštěvnost: 7352 |  |

| Report                  |                         |          | |                                         |
| Cristopher Nihlstorp    | Cristopher Nihlstorp    | Brankáři | Magnus Hellberg                                                                                      | Rozhodčí: Wolmer Edqvist Patrik Sjöberg |
| Sterner (Lindström) 39' | Sterner (Lindström) 39' |          | 1' Kahnberg 5' Koivisto (Lasu), (Johansson) 6' Svedberg (Kahnberg) 17' Kahnberg (Lindqvist), (Tolsa) | Rozhodčí: Wolmer Edqvist Patrik Sjöberg |
| 8 min                   | 8 min                   | Tresty   | 12 min                                                                                               | Rozhodčí: Wolmer Edqvist Patrik Sjöberg |
| 37                      | 37                      | Střely   | 21                                                                                                   | Rozhodčí: Wolmer Edqvist Patrik Sjöberg |

### Severní divize

#### Tabulka
| Tým              | Z | V | VP | PP | P | GV | GI | +/- | B  |
| ---------------- | - | - | -- | -- | - | -- | -- | --- | -- |
| Jokerit Helsinky | 8 | 6 | 0  | 0  | 2 | 29 | 18 | +11 | 18 |
| Luleå HF         | 8 | 4 | 1  | 0  | 3 | 23 | 21 | +2  | 14 |
| Djurgårdens IF   | 8 | 4 | 0  | 1  | 3 | 25 | 20 | +5  | 13 |
| IFK Helsinky     | 8 | 3 | 2  | 0  | 3 | 24 | 19 | +5  | 13 |
| HC Sparta Praha  | 8 | 3 | 0  | 1  | 4 | 20 | 23 | -3  | 10 |
| HC Slavia Praha  | 8 | 2 | 0  | 1  | 5 | 18 | 29 | -11 | 7  |

#### Zápasy
| 11. srpna 2011 19:00 SEČ | Djurgårdens IF | 5 – 2 (1:1, 3:0, 1:1) | HC Slavia Praha | Hovet, Stockholm Návštěvnost: 1 743 |  |

| Report | |          |                                                |                                         |
| Gustaf Wesslau | Gustaf Wesslau | Brankáři | Miroslav Kopřiva                               | Rozhodčí: Ulf Rönnmark Christer Lärking |
| Nilson (Tjärnqvist) 2' Almtorp 21' Eklund (Lennhammer) 22' Cehlin (Norman, Carlsson) 35' Norman (Carlsson, Cehlin) 41' | Nilson (Tjärnqvist) 2' Almtorp 21' Eklund (Lennhammer) 22' Cehlin (Norman, Carlsson) 35' Norman (Carlsson, Cehlin) 41' |          | 19' Svoboda (Tomica, Kůrka) 60' Hertl (Tomica) | Rozhodčí: Ulf Rönnmark Christer Lärking |
| 14 min | 14 min | Tresty   | 18 min                                         | Rozhodčí: Ulf Rönnmark Christer Lärking |
| 31 | 31 | Střely   | 39                                             | Rozhodčí: Ulf Rönnmark Christer Lärking |

| 13. srpna 2011 16:00 SEČ | Djurgårdens IF | 4 – 2 (1:0, 2:1, 1:1) | HC Sparta Praha | Hovet, Stockholm Návštěvnost: 1 248 |  |

| Report | |          |                                                         |                                             |
| Gustaf Wesslau | Gustaf Wesslau | Brankáři | Martin Falter                                           | Rozhodčí: Christer Lärking Niclas Johansson |
| Tjärnqvist (Nilson, Holmqvist) 7' Carlsson (Boumedienne, Holmqvist) 21' Tjärnqvist 30' Tjärnqvist (Klubertanz, Ottosson) 47' | Tjärnqvist (Nilson, Holmqvist) 7' Carlsson (Boumedienne, Holmqvist) 21' Tjärnqvist 30' Tjärnqvist (Klubertanz, Ottosson) 47' |          | 32' Broš (Rachůnek, Sersen) 59' Foster (Treille, Kasík) | Rozhodčí: Christer Lärking Niclas Johansson |
| 4 min | 4 min | Tresty   | 14 min                                                  | Rozhodčí: Christer Lärking Niclas Johansson |
| 21 | 21 | Střely   | 28                                                      | Rozhodčí: Christer Lärking Niclas Johansson |

| 13. srpna 2011 17:00 SEČ | IFK Helsinky | 4 – 1 (2:0, 2:0, 0:1) | Jokerit Helsinky | Tikkurilan Valtti Areena, Vantaa Návštěvnost: 1 800 |  |

| Report | |          |                      |                                           |
| Jan Lundell                                                                                                   | Jan Lundell                                                                                                   | Brankáři | Eero Kilpeläinen     | Rozhodčí: Jukka Hakkarainen Tom Laaksonen |
| Pöysti (Jokela) 5' Kuhta (Hirschovits, Wirtanen) 19' Wirtanen (Tuomainen) 25' Jokela (Peltonen, Granlund) 34' | Pöysti (Jokela) 5' Kuhta (Hirschovits, Wirtanen) 19' Wirtanen (Tuomainen) 25' Jokela (Peltonen, Granlund) 34' |          | 52' Eaves (Filppula) | Rozhodčí: Jukka Hakkarainen Tom Laaksonen |
| 12 min | 12 min | Tresty   | 6 min                | Rozhodčí: Jukka Hakkarainen Tom Laaksonen |
| 21 | 21 | Střely   | 28                   | Rozhodčí: Jukka Hakkarainen Tom Laaksonen |

| 13. srpna 2011 18:30 SEČ | Luleå HF | 1 – 2 (0:1, 0:0, 1:1) | HC Slavia Praha | Coop Arena, Luleå Návštěvnost: 4 057 |  |

| Report                      |                             |          |                                                 |                                          |
| Joel Lassinantti            | Joel Lassinantti            | Brankáři | Robert Slipčenko                                | Rozhodčí: Marcus Vinnerborg Tobias Björk |
| Vihko (Fagerudd, Harju) 49' | Vihko (Fagerudd, Harju) 49' |          | 7' Svoboda (Kůrka, Tomica) 57' Jaškin (Sklenář) | Rozhodčí: Marcus Vinnerborg Tobias Björk |
| 10 min                      | 10 min                      | Tresty   | 12 min                                          | Rozhodčí: Marcus Vinnerborg Tobias Björk |
| 31                          | 31                          | Střely   | 26                                              | Rozhodčí: Marcus Vinnerborg Tobias Björk |

| 14. srpna 2011 17:00 SEČ | Luleå HF | 2 – 1 (0:0, 2:1, 0:0) | HC Sparta Praha | Coop Arena, Luleå Návštěvnost: 3 872 |  |

| Report                                                     |                                                            |          |                    |                                          |
| Joel Lassinantti                                           | Joel Lassinantti                                           | Brankáři | Tomáš Pöpperle     | Rozhodčí: Marcus Vinnerborg Linus Öhlund |
| Sandell (Jaakola, Vihko) 25' Komarek (Fälth, Karlsson) 31' | Sandell (Jaakola, Vihko) 25' Komarek (Fälth, Karlsson) 31' |          | 40' Tenkrát (Broš) | Rozhodčí: Marcus Vinnerborg Linus Öhlund |
| 4 min                                                      | 4 min                                                      | Tresty   | 12 min             | Rozhodčí: Marcus Vinnerborg Linus Öhlund |
| 36                                                         | 36                                                         | Střely   | 25                 | Rozhodčí: Marcus Vinnerborg Linus Öhlund |

| 18. srpna 2011 18:30 SEČ | Jokerit Helsinky | 2 – 1 (1:0, 1:0, 0:1) | Luleå HF | Tikkurilan Valtti-Areena, Vantaa Návštěvnost: 1 204 |  |

| Report                                                   |                                                          |          |                               |                                       |
| Frans Tuohimaa                                           | Frans Tuohimaa                                           | Brankáři | Johan Gustafsson              | Rozhodčí: Jussi Leppänen Tero Toivola |
| Filppula (Hardt, Eronen) 16' Filppula (Eaves, Hardt) 25' | Filppula (Hardt, Eronen) 16' Filppula (Eaves, Hardt) 25' |          | 41' Fälth (Fransson, Sandell) | Rozhodčí: Jussi Leppänen Tero Toivola |
| 12 min                                                   | 12 min                                                   | Tresty   | 10 min                        | Rozhodčí: Jussi Leppänen Tero Toivola |
| 35                                                       | 35                                                       | Střely   | 35                            | Rozhodčí: Jussi Leppänen Tero Toivola |

| 19. srpna 2011 17:30 SEČ | HC Slavia Praha | 2 – 6 (0:2, 1:3, 1:1) | HC Sparta Praha | O2 arena, Praha Návštěvnost: 2 280 |  |

| Report                                           |                                                  |          | |                                     |
| Miroslav Kopřiva                                 | Miroslav Kopřiva                                 | Brankáři | Martin Falter | Rozhodčí: Michal Hrubý Jakub Smitka |
| Doležal (Jelínek, Špelda) 22' Sklenář (Šulc) 42' | Doležal (Jelínek, Špelda) 22' Sklenář (Šulc) 42' |          | 1' Jánský (Rachůnek, Lapšanský) 19' Tenkrát (Ton, Bližňák) 21' Milam 21' Ton (Tenkrát, Krstev) 25' Tenkrát (Sersen, Milam) 57' Bližňák (Ton, Tenkrát) | Rozhodčí: Michal Hrubý Jakub Smitka |
| 49 min                                           | 49 min                                           | Tresty   | 63 min | Rozhodčí: Michal Hrubý Jakub Smitka |
| 31                                               | 31                                               | Střely   | 25 | Rozhodčí: Michal Hrubý Jakub Smitka |

| 19. srpna 2011 18:30 SEČ | IFK Helsinky | 5 – 2 (2:1, 1:1, 2:0) | Luleå HF | Tikkurilan Valtti Areena, Vantaa Návštěvnost: 1 548 |  |

| Report | |          |                                                                    |                                           |
| Juuso Riksman | Juuso Riksman | Brankáři | Johan Gustafsson                                                   | Rozhodčí: Jukka Hakkarainen Tom Laaksonen |
| Hirschovits (Kankaanperä, Ahtola) 15' Granlund (Peltonen, Kousa) 19' Peltonen (Söderholm, Kankaanperä) 30' Melart (Hirschovits, Ahtola) 42' Söderholm (Granlund, Somervuori) 54' | Hirschovits (Kankaanperä, Ahtola) 15' Granlund (Peltonen, Kousa) 19' Peltonen (Söderholm, Kankaanperä) 30' Melart (Hirschovits, Ahtola) 42' Söderholm (Granlund, Somervuori) 54' |          | 16' Hjalmarsson (Fälth, Abbott) 36' Jaakola (Viitaluoma, Fagerudd) | Rozhodčí: Jukka Hakkarainen Tom Laaksonen |
| 14 min | 14 min | Tresty   | 8 min                                                              | Rozhodčí: Jukka Hakkarainen Tom Laaksonen |
| 30 | 30 | Střely   | 22                                                                 | Rozhodčí: Jukka Hakkarainen Tom Laaksonen |

| 20. srpna 2011 17:00 SEČ | Jokerit Helsinky | 1 – 4 (0:1, 1:3, 0:0) | Djurgårdens IF Hockey | Tikkurilan Valtti-Areena, Vantaa Návštěvnost: 1 524 |  |

| Report                         |                                |          | |                                         |
| Eero Kilpeläinen               | Eero Kilpeläinen               | Brankáři | Gustaf Wesslau | Rozhodčí: Tom Laaksonen Mikko Kaukokari |
| Eaves (Filppula, Nordlund) 35' | Eaves (Filppula, Nordlund) 35' |          | 10' Klubertanz (Ottosson, Tjärnqvist) 34' Kempe (Åberg, Nilson) 38' Nilson (Wesslau) 39' Ottosson (Nilson, Klubertanz) | Rozhodčí: Tom Laaksonen Mikko Kaukokari |
| 8 min                          | 8 min                          | Tresty   | 14 min | Rozhodčí: Tom Laaksonen Mikko Kaukokari |
| 35                             | 35                             | Střely   | 23 | Rozhodčí: Tom Laaksonen Mikko Kaukokari |

| 21. srpna 2011 19:00 SEČ | IFK Helsinky | 4 – 3 v prod. (3:0, 0:2, 0:1, 1:0) | Djurgårdens IF Hockey | Tikkurilan Valtti Areena, Vantaa Návštěvnost: 1 800 |  |

| Report | |          |                                                                                           |                                         |
| Jan Lundell | Jan Lundell | Brankáři | Tim Sandberg                                                                              | Rozhodčí: Mikko Kaukokari Tom Laaksonen |
| Jokela (Söderholm, Mar. Granlund) 10' Peltonen (Mik. Granlund) 11' Pöysti (Hirschovits, Söderholm) 20' Hirschovits (Jokela, Söderholm) 64' | Jokela (Söderholm, Mar. Granlund) 10' Peltonen (Mik. Granlund) 11' Pöysti (Hirschovits, Söderholm) 20' Hirschovits (Jokela, Söderholm) 64' |          | 26' Holmqvist (Boumedienne, Nilson) 37' Claesson (Åberg, Ottosson) 56' Klubertanz (Kempe) | Rozhodčí: Mikko Kaukokari Tom Laaksonen |
| 38 min | 38 min | Tresty   | 24 min                                                                                    | Rozhodčí: Mikko Kaukokari Tom Laaksonen |
| 34 | 34 | Střely   | 34                                                                                        | Rozhodčí: Mikko Kaukokari Tom Laaksonen |

| 25. srpna 2011 17:30 SEČ | HC Slavia Praha | 2 – 4 (0:3, 1:1, 1:0) | Jokerit Helsinky | O2 arena, Praha Návštěvnost: 920 |  |

| Report                                 |                                        |          |                                                                                             |                                    |
| Miroslav Kopřiva                       | Miroslav Kopřiva                       | Brankáři | Eero Kilpeläinen                                                                            | Rozhodčí: Martin Fraňo Milan Minář |
| Roth (Kadlec, Svoboda) 21' Růžička 45' | Roth (Kadlec, Svoboda) 21' Růžička 45' |          | 14' Pulkkinen (Kerälä, Lahti) 16' Dehner 16' Lahti (Pulkkinen, Eronen) 21' Eaves (Filppula) | Rozhodčí: Martin Fraňo Milan Minář |
| 12 min                                 | 12 min                                 | Tresty   | 14 min                                                                                      | Rozhodčí: Martin Fraňo Milan Minář |
| 31                                     | 31                                     | Střely   | 40                                                                                          | Rozhodčí: Martin Fraňo Milan Minář |

| 25. srpna 2011 18:30 SEČ | HC Sparta Praha | 3 – 2 (0:0, 0:1, 3:1) | IFK Helsinky | Tesla Arena, Praha Návštěvnost: 988 |  |

| Report                                                      |                                                             |          |                                                      |                                         |
| Tomáš Pöpperle                                              | Tomáš Pöpperle                                              | Brankáři | Juuso Riksman                                        | Rozhodčí: Antonín Jeřábek Štěpán Souček |
| Jánský (Sersen) 46' Tenkrát (Ton) 48' Tenkrát (Bližňák) 58' | Jánský (Sersen) 46' Tenkrát (Ton) 48' Tenkrát (Bližňák) 58' |          | 22' Silfver (Hirschovits, Pöysti) 55' Ahtola (Kousa) | Rozhodčí: Antonín Jeřábek Štěpán Souček |
| 10 min                                                      | 10 min                                                      | Tresty   | 12 min                                               | Rozhodčí: Antonín Jeřábek Štěpán Souček |
| 33                                                          | 33                                                          | Střely   | 24                                                   | Rozhodčí: Antonín Jeřábek Štěpán Souček |

| 27. srpna 2011 17:00 SEČ | HC Slavia Praha | 2 – 3 SN (1:1, 0:0, 1:1, 0:0, 0:1) | IFK Helsinky | O2 arena, Praha Návštěvnost: 655 |  |

| Report                                         |                                                |          |                                                            |                                 |
| Dominik Furch                                  | Dominik Furch                                  | Brankáři | Jan Lundell                                                | Rozhodčí: Pavel Hodek Robin Šír |
| Kadlec (Roth, Růžička) 20' Svoboda (Kůrka) 44' | Kadlec (Roth, Růžička) 20' Svoboda (Kůrka) 44' |          | 5' Somervuori (Tallberg) 43' Åsten (Järvinen) SN' Granlund | Rozhodčí: Pavel Hodek Robin Šír |
| 12 min                                         | 12 min                                         | Tresty   | 20 min                                                     | Rozhodčí: Pavel Hodek Robin Šír |
| 41                                             | 41                                             | Střely   | 35                                                         | Rozhodčí: Pavel Hodek Robin Šír |

| 27. srpna 2011 17:00 SEČ | HC Sparta Praha | 2 – 4 (0:0, 0:4, 2:0) | Jokerit Helsinky | Tesla Arena, Praha Návštěvnost: 842 |  |

| Report                                                     |                                                            |          |                                                                                         |                                         |
| Martin Falter                                              | Martin Falter                                              | Brankáři | Frans Tuohimaa                                                                          | Rozhodčí: Jan Hribik František Kalivoda |
| Broš (Jánský, I. Rachůnek) 59' Y. Treille (S. Treille) 60' | Broš (Jánský, I. Rachůnek) 59' Y. Treille (S. Treille) 60' |          | 22' Lahti 31' Pulkkinen (Kerälä, Lahti) 36' Eaves (Hardt, Hahl) 36' Kalus (Hahl, Niemi) | Rozhodčí: Jan Hribik František Kalivoda |
| 14 min                                                     | 14 min                                                     | Tresty   | 12 min                                                                                  | Rozhodčí: Jan Hribik František Kalivoda |
| 23                                                         | 23                                                         | Střely   | 32                                                                                      | Rozhodčí: Jan Hribik František Kalivoda |

| 1. září 2011 19:00 SEČ | Djurgårdens IF Hockey | 2 – 3 (1:0, 0:2, 1:1) | Luleå HF | Hovet, Stockholm Návštěvnost: 2 944 |  |

| Report                                                   |                                                          |          | |                                          |
| Gustaf Wesslau                                           | Gustaf Wesslau                                           | Brankáři | Johan Gustafsson                                                                                   | Rozhodčí: Thomas Andersson David Bergman |
| Eklund (Söder, Tjärnqvist) 10' Ottosson (Tjärnqvist) 43' | Eklund (Söder, Tjärnqvist) 10' Ottosson (Tjärnqvist) 43' |          | 27' Fleury (Vihko, Sandell) 27' Enterfeldt (Karlsson, Komarek) 57' Fleury (Enterfeldt, Viitaluoma) | Rozhodčí: Thomas Andersson David Bergman |
| 95 min                                                   | 95 min                                                   | Tresty   | 50 min                                                                                             | Rozhodčí: Thomas Andersson David Bergman |
| 25                                                       | 25                                                       | Střely   | 28                                                                                                 | Rozhodčí: Thomas Andersson David Bergman |

### Jižní divize

#### Tabulka
| Tým                | Z | V | VP | PP | P | GV | GI | +/- | B  |
| ------------------ | - | - | -- | -- | - | -- | -- | --- | -- |
| HC Pardubice       | 8 | 4 | 1  | 1  | 2 | 23 | 21 | +2  | 15 |
| Linköpings HC      | 8 | 3 | 1  | 2  | 2 | 19 | 18 | +1  | 13 |
| Adler Mannheim     | 8 | 4 | 0  | 0  | 4 | 22 | 24 | -2  | 12 |
| HV71               | 8 | 3 | 0  | 1  | 4 | 15 | 21 | -6  | 10 |
| Bílí Tygři Liberec | 8 | 1 | 2  | 0  | 5 | 16 | 19 | -3  | 7  |
| HC Kometa Brno     | 8 | 1 | 1  | 0  | 6 | 20 | 27 | -7  | 5  |

#### Zápasy
| 11. srpna 2011 20:00 SEČ | HC ČSOB Pojišťovna Pardubice | 3 – 2 (1:0, 1:1, 1:1) | Linköpings HC | ČEZ Aréna, Pardubice Návštěvnost: 1 342 |  |

| Report                                                        |                                                               |          |                                                              |                                     |
| Martin Růžička                                                | Martin Růžička                                                | Brankáři | Fredrik Norrena                                              | Rozhodčí: Martin Homola Roman Polák |
| Elkins (Kočí, Píša) 19' Elkins (Bartek) 36' Rákos (Radil) 48' | Elkins (Kočí, Píša) 19' Elkins (Bartek) 36' Rákos (Radil) 48' |          | 29' Dahlbeck (Arlbrandt) 57' Söderberg (Håkanson, Johansson) | Rozhodčí: Martin Homola Roman Polák |
| 44 min                                                        | 44 min                                                        | Tresty   | 28 min                                                       | Rozhodčí: Martin Homola Roman Polák |
| 35                                                            | 35                                                            | Střely   | 26                                                           | Rozhodčí: Martin Homola Roman Polák |

| 13. srpna 2011 19:30 SEČ | HC ČSOB Pojišťovna Pardubice | 3 – 2 (1:0, 0:0, 2:2) | HV71 | ČEZ Aréna, Pardubice Návštěvnost: 3 528 |  |

| Report                                                                           |                                                                                  |          |                           |                                           |
| Martin Růžička                                                                   | Martin Růžička                                                                   | Brankáři | Andreas Andersson         | Rozhodčí: František Kalivoda Jakub Smitka |
| Zohorna (Rákos, Bartek) 6' Nosek (Bartek, Elkins) 11' Radil (Zohorna, Rákos) 42' | Zohorna (Rákos, Bartek) 6' Nosek (Bartek, Elkins) 11' Radil (Zohorna, Rákos) 42' |          | 41' Joensuu 53' Thörnberg | Rozhodčí: František Kalivoda Jakub Smitka |
| 30 min                                                                           | 30 min                                                                           | Tresty   | 22 min                    | Rozhodčí: František Kalivoda Jakub Smitka |
| 32                                                                               | 32                                                                               | Střely   | 27                        | Rozhodčí: František Kalivoda Jakub Smitka |

| 13. srpna 2011 19:35 SEČ | HC Kometa Brno | 5 – 4 SN (0:2, 2:2, 2:0, 0:0, 1:0) | Linköpings HC | Hala Rondo, Brno Návštěvnost: 3 946 |  |

| Report | |          | |                                         |
| Sasu Hovi                                                                                                  | Sasu Hovi                                                                                                  | Brankáři | Fredrik Norrena                                                                                            | Rozhodčí: Martin Homola Antonín Jeřábek |
| Pospíšil (Podkonický) 32' Pospíšil (Žižka) 36' Podkonický (Žižka) 55' Holec (Erat, Malec) 56' Pospíšil SN' | Pospíšil (Podkonický) 32' Pospíšil (Žižka) 36' Podkonický (Žižka) 55' Holec (Erat, Malec) 56' Pospíšil SN' |          | 13' Molinder (Söderberg, Johansson) 15' Håkanson (Lindhagen) 23' Jämtin (Söderberg) 38' Håkanson (Åkerman) | Rozhodčí: Martin Homola Antonín Jeřábek |
| 30 min | 30 min | Tresty   | 34 min | Rozhodčí: Martin Homola Antonín Jeřábek |
| 27 | 27 | Střely   | 39 | Rozhodčí: Martin Homola Antonín Jeřábek |

| 14. srpna 2011 19:35 SEČ | HC Kometa Brno | 2 – 3 (1:1, 0:0, 1:2) | HV71 | Hala Rondo, Brno Návštěvnost: 3 355 |  |

| Report                       |                              |          |                                                                          |                                 |
| Jiří Trvaj                   | Jiří Trvaj                   | Brankáři | Daniel Larsson                                                           | Rozhodčí: Milan Minář Robin Šír |
| Pospíšil (Žižka) 4' Erat 57' | Pospíšil (Žižka) 4' Erat 57' |          | 9' Voutilainen (Davidsson, Fasth) 43' Falk (Fasth) 46' Davidsson (Welch) | Rozhodčí: Milan Minář Robin Šír |
| 14 min                       | 14 min                       | Tresty   | 22 min                                                                   | Rozhodčí: Milan Minář Robin Šír |
| 30                           | 30                           | Střely   | 24                                                                       | Rozhodčí: Milan Minář Robin Šír |

| 16. srpna 2011 18:30 SEČ | Bílí Tygři Liberec | 1 – 2 (0:0, 0:2, 1:0) | HC Kometa Brno | Svijanská Aréna, Liberec Návštěvnost: 1 500 |  |

| Report                        |                               |          |                                                   |                                         |
| Tomáš Vošvrda                 | Tomáš Vošvrda                 | Brankáři | Sasu Hovi                                         | Rozhodčí: Jan Hribik František Kalivoda |
| Kudrna (Bortňák, Čakajík) 55' | Kudrna (Bortňák, Čakajík) 55' |          | 26' Zohorna (Švrček) 40' Švrček (Pospíšil, Žižka) | Rozhodčí: Jan Hribik František Kalivoda |
| 12 min                        | 12 min                        | Tresty   | 14 min                                            | Rozhodčí: Jan Hribik František Kalivoda |
| 34                            | 34                            | Střely   | 31                                                | Rozhodčí: Jan Hribik František Kalivoda |

| 18. srpna 2011 18:30 SEČ | Bílí Tygři Liberec | 2 – 1 v prod. (0:0, 0:0, 1:1, 1:0) | HC ČSOB Pojišťovna Pardubice | Svijanská Aréna, Liberec Návštěvnost: 1 500 |  |

| Report                                     |                                            |          |                             |                                   |
| Tomáš Vošvrda                              | Tomáš Vošvrda                              | Brankáři | Vladislav Koutský           | Rozhodčí: Jan Hribik Jakub Smitka |
| Bartovič (Bárta) 53' Bartovič (Nedvěd) 61' | Bartovič (Bárta) 53' Bartovič (Nedvěd) 61' |          | 42' Kousal (Nahodil, Kolář) | Rozhodčí: Jan Hribik Jakub Smitka |
| 10 min                                     | 10 min                                     | Tresty   | 12 min                      | Rozhodčí: Jan Hribik Jakub Smitka |
| 28                                         | 28                                         | Střely   | 25                          | Rozhodčí: Jan Hribik Jakub Smitka |

| 19. srpna 2011 19:30 SEČ | Adler Mannheim | 5 – 4 (0:0, 1:0, 4:4) | HC Kometa Brno | Tiroler Wasserkraft Arena, Innsbruck Návštěvnost: 650 |  |

| Report | |          | |                                                  |
| Felix Brückmann | Felix Brückmann | Brankáři | Jiří Trvaj                                                                                                | Rozhodčí: Daniel Piechaczek Florian Zehetleitner |
| Mitchell (Seidenberg, Sifers) 30' Mauer (Ullmann, Seidenberg) 41' Sifers (Wagner, Seidenberg) 48' Mitchell (Lee, Lehoux) 52' Mauer (Lehoux, Magowan) 60' | Mitchell (Seidenberg, Sifers) 30' Mauer (Ullmann, Seidenberg) 41' Sifers (Wagner, Seidenberg) 48' Mitchell (Lee, Lehoux) 52' Mauer (Lehoux, Magowan) 60' |          | 44' Šenkeřík (Křivohlávek) 48' Pospíšil (Podkonický) 59' Bičánek (Hubáček) 60' R. Erat (Pospíšil, Kempný) | Rozhodčí: Daniel Piechaczek Florian Zehetleitner |
| 10 min | 10 min | Tresty   | 16 min | Rozhodčí: Daniel Piechaczek Florian Zehetleitner |
| 32 | 32 | Střely   | 26 | Rozhodčí: Daniel Piechaczek Florian Zehetleitner |

| 20. srpna 2011 17:00 SEČ | Adler Mannheim | 1 – 0 (1:0, 0:0, 0:0) | HC ČSOB Pojišťovna Pardubice | Tiroler Wasserkraft Arena, Innsbruck Návštěvnost: 900 |  |

| Report                       |                 |          |                |                                                  |
| Felix Brückmann              | Felix Brückmann | Brankáři | Martin Růžička | Rozhodčí: Daniel Piechaczek Florian Zehetleitner |
| Reul (Mauer, Seidenberg) 13' |                 |          |                | Rozhodčí: Daniel Piechaczek Florian Zehetleitner |
| 32 min                       | 32 min          | Tresty   | 30 min         | Rozhodčí: Daniel Piechaczek Florian Zehetleitner |
| 13                           | 13              | Střely   | 42             | Rozhodčí: Daniel Piechaczek Florian Zehetleitner |

| 23. srpna 2011 19:00 SEČ | HV71 | 2 – 3 (1:0, 1:2, 0:0, 0:1) v prod. | Linköpings HC | Bredstorpshallen, Tranås Návštěvnost: 1 274 |  |

| Report                                                            |                                                                   |          |                                                                                          |                                             |
| Daniel Larsson                                                    | Daniel Larsson                                                    | Brankáři | Christian Engstrand                                                                      | Rozhodčí: Christer Lärking Niclas Johansson |
| Bremberg (Thörnberg, Welch) 7' Voutilainen (Davidsson, Ledin) 35' | Bremberg (Thörnberg, Welch) 7' Voutilainen (Davidsson, Ledin) 35' |          | 30' Jämtin (Håkanson, Johansson) 30' Jigmalm (Lindhagen) 65' Erikson (Håkanson, Åkerman) | Rozhodčí: Christer Lärking Niclas Johansson |
| 6 min                                                             | 6 min                                                             | Tresty   | 12 min                                                                                   | Rozhodčí: Christer Lärking Niclas Johansson |
| 43                                                                | 43                                                                | Střely   | 35                                                                                       | Rozhodčí: Christer Lärking Niclas Johansson |

| 25. srpna 2011 19:00 SEČ | HV71 | 0 – 3 (0:2, 0:0, 0:1) | Bílí Tygři Liberec | Nässjö Ishall, Nässjö Návštěvnost: 812 |  |

| Report            |                   |          |                                                                       |                                         |
| Andreas Andersson | Andreas Andersson | Brankáři | Tomáš Vošvrda                                                         | Rozhodčí: Morgan Johansson Marcus Linde |
|                   |                   |          | 10' Nedvěd (Trončinský) 13' Kudrna (Dušek, Výtisk) 59' Špaček (Štich) | Rozhodčí: Morgan Johansson Marcus Linde |
| 22 min            | 22 min            | Tresty   | 22 min                                                                | Rozhodčí: Morgan Johansson Marcus Linde |
| 39                | 39                | Střely   | 30                                                                    | Rozhodčí: Morgan Johansson Marcus Linde |

| 25. srpna 2011 19:00 SEČ | Linköpings HC | 2 – 0 (1:0, 0:0, 1:0) | Adler Mannheim | Stångebrohallen, Linköping Návštěvnost: 1 653 |  |

| Report                                                              |                     |          |                 |                                         |
| Christian Engstrand                                                 | Christian Engstrand | Brankáři | Felix Brückmann | Rozhodčí: Pär Claesson Niklas johansson |
| Håkanson (Figren, Lindhagen) 20' Hävelid (Arlbrandt, Söderberg) 57' |                     |          |                 | Rozhodčí: Pär Claesson Niklas johansson |
| 12 min                                                              | 12 min              | Tresty   | 16 min          | Rozhodčí: Pär Claesson Niklas johansson |
| 28                                                                  | 28                  | Střely   | 30              | Rozhodčí: Pär Claesson Niklas johansson |

| 27. srpna 2011 16:00 SEČ | HV71 | 4 – 3 (0:0, 2:2, 2:1) | Adler Mannheim | Aplarinken, Värnamo Návštěvnost: 890 |  |

| Report | |          | |                                         |
| Andreas Andersson | Andreas Andersson | Brankáři | Patrick Galbraith                                                                                  | Rozhodčí: Morgan Johansson Pär Claesson |
| Bremberg (Luoma, Rahimi) 23' Voutilainen (Luoma, Davidsson) 27' Joensuu (Krog, Welch) 47' Ledin (Voutilainen, Davidsson) 52' | Bremberg (Luoma, Rahimi) 23' Voutilainen (Luoma, Davidsson) 27' Joensuu (Krog, Welch) 47' Ledin (Voutilainen, Davidsson) 52' |          | 33' Arendt (Wagner, Seidenberg) 40' Wagner (MacDonald, Seidenberg) 54' MacDonald (Sifers, Plachta) | Rozhodčí: Morgan Johansson Pär Claesson |
| 12 min | 12 min | Tresty   | 10 min                                                                                             | Rozhodčí: Morgan Johansson Pär Claesson |
| 30 | 30 | Střely   | 24                                                                                                 | Rozhodčí: Morgan Johansson Pär Claesson |

| 27. srpna 2011 16:00 SEČ | Linköpings HC | 1 – 2 SN (0:0, 0:1, 1:0, 0:0, 0:1) | Bílí Tygři Liberec | Stångebrohallen, Linköping Návštěvnost: 1 148 |  |

| Report                          |                                 |          |                            |                                          |
| Fredrik Norrena                 | Fredrik Norrena                 | Brankáři | Marek Pinc                 | Rozhodčí: Wolmer Edqvist Mikael Sjökvist |
| Figren (Lindhagen, Åkerman) 33' | Figren (Lindhagen, Åkerman) 33' |          | 56' Štich (Hay) SN' Nedvěd | Rozhodčí: Wolmer Edqvist Mikael Sjökvist |
| 10 min                          | 10 min                          | Tresty   | 14 min                     | Rozhodčí: Wolmer Edqvist Mikael Sjökvist |
| 37                              | 37                              | Střely   | 28                         | Rozhodčí: Wolmer Edqvist Mikael Sjökvist |

| 27. srpna 2011 19:30 SEČ | HC ČSOB Pojišťovna Pardubice | 5 – 4 (1:2, 3:0, 1:2) | HC Kometa Brno | ČEZ Aréna, Pardubice Návštěvnost: 1 862 |  |

| Report | |          |                                                                           |                                    |
| Martin Růžička | Martin Růžička | Brankáři | Jiří Trvaj                                                                | Rozhodčí: Milan Minář Jakub Smitka |
| Koukal (Nahodil) 1' Píša (Starý) 24' Sim (Zohorna, Rákos) 29' Buchtele (Borer, Benák) 37' Bartek (Rákos, Zohorna) 58' | Koukal (Nahodil) 1' Píša (Starý) 24' Sim (Zohorna, Rákos) 29' Buchtele (Borer, Benák) 37' Bartek (Rákos, Zohorna) 58' |          | 5' Kempný 12' Jankovič (Hruška) 44' Koreis (Svoboda) 47' Svoboda (Koreis) | Rozhodčí: Milan Minář Jakub Smitka |
| 33 min | 33 min | Tresty   | 10 min                                                                    | Rozhodčí: Milan Minář Jakub Smitka |
| 25 | 25 | Střely   | 35                                                                        | Rozhodčí: Milan Minář Jakub Smitka |

| 1. září 2011 18:30 SEČ | Bílí Tygři Liberec | 1 – 3 (0:1, 0:1, 1:1) | Adler Mannheim | Tipsport Arena, Liberec Návštěvnost: 2 056 |  |

| Report                     |                            |          |                                              |                                    |
| Tomáš Vošvrda              | Tomáš Vošvrda              | Brankáři | Patrick Galbraith                            | Rozhodčí: Jan Hribik Martin Homola |
| Vak (Bortňák, Vošvrda) 47' | Vak (Bortňák, Vošvrda) 47' |          | 15' N. Goc (Ullmann) 29' Mitchell 60' Arendt | Rozhodčí: Jan Hribik Martin Homola |
| 10 min                     | 10 min                     | Tresty   | 16 min                                       | Rozhodčí: Jan Hribik Martin Homola |
| 27                         | 27                         | Střely   | 22                                           | Rozhodčí: Jan Hribik Martin Homola |

### Východní divize

#### Tabulka
| Tým                            | Z | V | VP | PP | P | GV | GI | +/- | B  |
| ------------------------------ | - | - | -- | -- | - | -- | -- | --- | -- |
| HC Plzeň 1929                  | 8 | 5 | 2  | 1  | 0 | 30 | 16 | +14 | 20 |
| HC Mountfield České Budějovice | 8 | 5 | 2  | 1  | 0 | 26 | 15 | +11 | 20 |
| HC Slovan Bratislava           | 8 | 3 | 2  | 0  | 3 | 25 | 20 | +5  | 13 |
| KalPa                          | 8 | 2 | 0  | 3  | 3 | 19 | 21 | -2  | 12 |
| Kärpät Oulu                    | 8 | 1 | 2  | 3  | 2 | 21 | 23 | -2  | 10 |
| Vienna Capitals                | 8 | 1 | 2  | 0  | 5 | 18 | 30 | -12 | 7  |

#### Zápasy
| 11. srpna 2011 18:00 SEČ | HC Slovan Bratislava | 2 – 1 SN (0:1, 0:0, 1:0, 0:0, 1:0) | KalPa | Zimní stadion Ondreje Nepely, Bratislava Návštěvnost: 4 290 |  |

| Report                                       |                                              |          |                          |                                        |
| Branislav Konrád                             | Branislav Konrád                             | Brankáři | Ari Ahonen               | Rozhodčí: Vladimír Baluška Daniel Konc |
| Preisinger (Skokan, Lipianský) 57' Macho SN' | Preisinger (Skokan, Lipianský) 57' Macho SN' |          | 16' Salminen (Kiiskinen) | Rozhodčí: Vladimír Baluška Daniel Konc |
| 16 min                                       | 16 min                                       | Tresty   | 10 min                   | Rozhodčí: Vladimír Baluška Daniel Konc |
| 19                                           | 19                                           | Střely   | 43                       | Rozhodčí: Vladimír Baluška Daniel Konc |

| 11. srpna 2011 20:00 SEČ | Vienna Capitals | 3 – 2 SN (0:2, 1:0, 1:0, 0:0, 1:0) | Kärpät Oulu | Albert Schulz Eishalle, Vídeň Návštěvnost: 4 700 |  |

| Report                                                                    |                                                                           |          |                                                           |                                |
| Reinhard Divis                                                            | Reinhard Divis                                                            | Brankáři | Ville Hostikka                                            | Rozhodčí: Robert Falkner Fussi |
| Fortier (Rotter, Bjornlie) 27' Rotter (Kavanagh, Gratton) 42' Ferland SN' | Fortier (Rotter, Bjornlie) 27' Rotter (Kavanagh, Gratton) 42' Ferland SN' |          | 5' Huml (Mäntymaa, Junttila) 19' Vondrka (Lehtonen, Huml) | Rozhodčí: Robert Falkner Fussi |
| 26 min                                                                    | 26 min                                                                    | Tresty   | 42 min                                                    | Rozhodčí: Robert Falkner Fussi |
| 42                                                                        | 42                                                                        | Střely   | 37                                                        | Rozhodčí: Robert Falkner Fussi |

| 12. srpna 2011 17:30 SEČ | HC Mountfield České Budějovice | 2 – 3 v prod. (0:0, 1:1, 1:1, 0:1) | HC Plzeň 1929 | Budvar aréna, České Budějovice Návštěvnost: 1 550 |  |

| Report                                                  |                                                         |          |                                                                  |                                    |
| Jakub Kovář                                             | Jakub Kovář                                             | Brankáři | Adam Svoboda                                                     | Rozhodčí: Martin Fraňo Pavel Hodek |
| Kašpařík (Ptáček, Kranjc) 38' Vydarený (Langhammer) 48' | Kašpařík (Ptáček, Kranjc) 38' Vydarený (Langhammer) 48' |          | 37' Kinrade (Kovář) 54' Kinrade (Straka) 63' Vlasák (F. Kaberle) | Rozhodčí: Martin Fraňo Pavel Hodek |
| 43 min                                                  | 43 min                                                  | Tresty   | 43 min                                                           | Rozhodčí: Martin Fraňo Pavel Hodek |
| 33                                                      | 33                                                      | Střely   | 33                                                               | Rozhodčí: Martin Fraňo Pavel Hodek |

| 13. srpna 2011 18:00 SEČ | HC Slovan Bratislava | 4 – 1 (2:0, 1:1, 1:0) | Kärpät Oulu | Slovnaft Arena, Bratislava Návštěvnost: 4 316 |  |

| Report                                                                                                   | |          |                               |                                   |
| Branislav Konrád                                                                                         | Branislav Konrád                                                                                         | Brankáři | Tomi Karhunen                 | Rozhodčí: Daniel Konc Peter Jonák |
| Lipianský (Skokan, Švarný) 3' Bakoš (Macho, Bulík) 9' Macho (Bakoš, Švarný) 34' Bakoš (Bulík, Macho) 56' | Lipianský (Skokan, Švarný) 3' Bakoš (Macho, Bulík) 9' Macho (Bakoš, Švarný) 34' Bakoš (Bulík, Macho) 56' |          | 22' Junttila (Huml, Lehtonen) | Rozhodčí: Daniel Konc Peter Jonák |
| 8 min | 8 min | Tresty   | 10 min                        | Rozhodčí: Daniel Konc Peter Jonák |
| 27 | 27 | Střely   | 28                            | Rozhodčí: Daniel Konc Peter Jonák |

| 13. srpna 2011 20:00 SEČ | Vienna Capitals | 2 – 4 (2:4, 0:0, 0:0) | KalPa | Albert Schultz Eishalle, Vídeň Návštěvnost: 3 100 |  |

| Report                                                      |                                                             |          | |                                             |
| Reinhard Divis                                              | Reinhard Divis                                              | Brankáři | Ari Ahonen | Rozhodčí: Thomas Berneker Christian Potocan |
| Fortier (Insana, Gratton) 17' Fortier (McLeod, Gratton) 20' | Fortier (Insana, Gratton) 17' Fortier (McLeod, Gratton) 20' |          | 2' Pakarinen (Rissanen) 4' Riekkinen (Kauppinen, Salminen) 15' Masuhr (Kuparinen) 20' Kiiskinen (Kauppinen, Salminen) | Rozhodčí: Thomas Berneker Christian Potocan |
| 28 min                                                      | 28 min                                                      | Tresty   | 20 min | Rozhodčí: Thomas Berneker Christian Potocan |
| 30                                                          | 30                                                          | Střely   | 23 | Rozhodčí: Thomas Berneker Christian Potocan |

| 18. srpna 2011 18:30 SEČ | KalPa | 2 – 3 SN (0:0, 2:2, 0:0, 0:0, 0:1) | HC Mountfield České Budějovice | Kuopion Jäähalli, Kuopio Návštěvnost: 3 433 |  |

| Report                                                   |                                                          |          |                                                              |                                      |
| Ari Ahonen                                               | Ari Ahonen                                               | Brankáři | Jakub Kovář                                                  | Rozhodčí: Jyri Rönn Antti Hämäläinen |
| Hentunen (Masuhr, S. Kapanen) 27' Junnila (Saarinen) 38' | Hentunen (Masuhr, S. Kapanen) 27' Junnila (Saarinen) 38' |          | 33' Mikuš (Kuchejda, Mertl) 35' Ptáček (Kašpařík) SN' Sailer | Rozhodčí: Jyri Rönn Antti Hämäläinen |
| 8 min                                                    | 8 min                                                    | Tresty   | 12 min                                                       | Rozhodčí: Jyri Rönn Antti Hämäläinen |
| 30                                                       | 30                                                       | Střely   | 32                                                           | Rozhodčí: Jyri Rönn Antti Hämäläinen |

| 18. srpna 2011 18:30 SEČ | Kärpät Oulu | 2 – 3 SN (0:0, 0:0, 2:2, 0:0, 0:1) | HC Plzeň 1929 | Tiivi Arena, Haapajärvi Návštěvnost: 785 |  |

| Report                                                             |                                                                    |          |                                                        |                                         |
| Ville Hostikka                                                     | Ville Hostikka                                                     | Brankáři | Adam Svoboda                                           | Rozhodčí: Vesa Keränen Tuomo Sorakangas |
| Vondrka (Junttila, Huml) 42' Kemppainen (Koskenkorva, Ohtamaa) 55' | Vondrka (Junttila, Huml) 42' Kemppainen (Koskenkorva, Ohtamaa) 55' |          | 43' Pitule 58' Duda (Hanzlík, M. Straka) SN' J. Hlinka | Rozhodčí: Vesa Keränen Tuomo Sorakangas |
| 14 min                                                             | 14 min                                                             | Tresty   | 20 min                                                 | Rozhodčí: Vesa Keränen Tuomo Sorakangas |
| 24                                                                 | 24                                                                 | Střely   | 28                                                     | Rozhodčí: Vesa Keränen Tuomo Sorakangas |

| 19. srpna 2011 18:00 SEČ | HC Slovan Bratislava | 6 – 1 (1:0, 3:1, 2:0) | Vienna Capitals | Slovnaft Arena, Bratislava Návštěvnost: 5 477 |  |

| Report | |          |                                 |                                        |
| Branislav Konrád | Branislav Konrád | Brankáři | Reinhard Divis                  | Rozhodčí: Vladimír Baluška Daniel Konc |
| Preisinger (Kozák) 19' Hudec (Kukumberg, Bulík) 21' Bakoš (Frühauf, Lipianský) 21' Kudrna (Skokan, Lipianský) 31' Cíger 51' Stajnoch (Bakoš, Janík) 55' | Preisinger (Kozák) 19' Hudec (Kukumberg, Bulík) 21' Bakoš (Frühauf, Lipianský) 21' Kudrna (Skokan, Lipianský) 31' Cíger 51' Stajnoch (Bakoš, Janík) 55' |          | 37' Gratton (Fortier, Kavanagh) | Rozhodčí: Vladimír Baluška Daniel Konc |
| 24 min | 24 min | Tresty   | 22 min                          | Rozhodčí: Vladimír Baluška Daniel Konc |
| 29 | 29 | Střely   | 37                              | Rozhodčí: Vladimír Baluška Daniel Konc |

| 20. srpna 2011 17:00 SEČ | Kärpät Oulu | 1 – 2 (1:1, 0:1, 0:0) | HC Mountfield České Budějovice | Nivala Arena, Nivala Návštěvnost: 1 300 |  |

| Report                 |                        |          |                                                           |                                      |
| Tomi Karhunen          | Tomi Karhunen          | Brankáři | Jakub Kovář                                               | Rozhodčí: Antti Hämäläinen Jyri Rönn |
| Komulainen (Körkkö) 7' | Komulainen (Körkkö) 7' |          | 17' Pšurný (Kuchejda, Mertl) 25' Ptáček (Martynek, Mertl) | Rozhodčí: Antti Hämäläinen Jyri Rönn |
| 8 min                  | 8 min                  | Tresty   | 10 min                                                    | Rozhodčí: Antti Hämäläinen Jyri Rönn |
| 27                     | 27                     | Střely   | 33                                                        | Rozhodčí: Antti Hämäläinen Jyri Rönn |

| 20. srpna 2011 18:00 SEČ | KalPa | 0 – 4 (0:1, 0:2, 0:1) | HC Plzeň 1929 | Kuopion Jäähalli, Kuopio Návštěvnost: 3 311 |  |

| Report     |            |          | |                                         |
| Ari Ahonen | Ari Ahonen | Brankáři | Adam Svoboda | Rozhodčí: Tuomo Sorakangas Vesa Keränen |
|            |            |          | 16' Vlasák (Kratěna, Hlinka) 23' Vlasák (St.Pierre, F. Kaberle) 33' Hanzlík (Kovář, Pitule) 54' Vlasák (M. Straka) | Rozhodčí: Tuomo Sorakangas Vesa Keränen |
| 10 min     | 10 min     | Tresty   | 14 min | Rozhodčí: Tuomo Sorakangas Vesa Keränen |
| 19         | 19         | Střely   | 15 | Rozhodčí: Tuomo Sorakangas Vesa Keränen |

| 25. srpna 2011 17:30 SEČ | HC Mountfield České Budějovice | 2 – 1 (1:0, 1:1, 0:0) | HC Slovan Bratislava | Budvar aréna, České Budějovice Návštěvnost: 2 150 |  |

| Report                                                          |                                                                 |          |                        |                                |
| Jakub Kovář                                                     | Jakub Kovář                                                     | Brankáři | Branislav Konrád       | Rozhodčí: Robin Šír Jan Hribik |
| Novák (Kašpařík, Martynek) 19' Langhammer (Novák, Podlešák) 38' | Novák (Kašpařík, Martynek) 19' Langhammer (Novák, Podlešák) 38' |          | 38' Hudec (Preisinger) | Rozhodčí: Robin Šír Jan Hribik |
| 8 min                                                           | 8 min                                                           | Tresty   | 12 min                 | Rozhodčí: Robin Šír Jan Hribik |
| 40                                                              | 40                                                              | Střely   | 25                     | Rozhodčí: Robin Šír Jan Hribik |

| 25. srpna 2011 18:00 SEČ | HC Plzeň 1929 | 3 – 1 (0:0, 1:0, 2:1) | Vienna Capitals | ČEZ Aréna, Plzeň Návštěvnost: 2 177 |  |

| Report                                                      |                                                             |          |                                |                                          |
| Adam Svoboda                                                | Adam Svoboda                                                | Brankáři | Reinhard Divis                 | Rozhodčí: Vladimír Šindler Roman Svoboda |
| P. Sýkora (Duda) 31' Duda (P. Sýkora, Kovář) 45' Vlasák 60' | P. Sýkora (Duda) 31' Duda (P. Sýkora, Kovář) 45' Vlasák 60' |          | 54' Ferland (Bjornlie, Rotter) | Rozhodčí: Vladimír Šindler Roman Svoboda |
| 12 min                                                      | 12 min                                                      | Tresty   | 16 min                         | Rozhodčí: Vladimír Šindler Roman Svoboda |
| 33                                                          | 33                                                          | Střely   | 21                             | Rozhodčí: Vladimír Šindler Roman Svoboda |

| 27. srpna 2011 17:00 SEČ | HC Mountfield České Budějovice | 4 – 0 (2:0, 1:0, 1:0) | Vienna Capitals | Budvar aréna, České Budějovice Návštěvnost: 2 100 |  |

| Report                                                                                                   |             |          |                |                                       |
| Jakub Kovář                                                                                              | Jakub Kovář | Brankáři | Reinhard Divis | Rozhodčí: Martin Homola Štěpán Souček |
| Kašpařík (Novák) 4' Novák (Pšurný, Mertl) 7' Kuchejda (Pšurný, Mertl) 35' Ptáček (Mikeska, Podlešák) 50' |             |          |                | Rozhodčí: Martin Homola Štěpán Souček |
| 41 min                                                                                                   | 41 min      | Tresty   | 63 min         | Rozhodčí: Martin Homola Štěpán Souček |
| 38 | 38          | Střely   | 18             | Rozhodčí: Martin Homola Štěpán Souček |

| 27. srpna 2011 18:00 SEČ | HC Plzeň 1929 | 4 – 5 SN (0:2, 3:1, 1:1, 0:0, 0:1) | HC Slovan Bratislava | ČEZ Aréna, Plzeň Návštěvnost: 2 189 |  |

| Report                                                                                       |                                                                                              |          | |                                         |
| Adam Svoboda                                                                                 | Adam Svoboda                                                                                 | Brankáři | Branislav Konrád | Rozhodčí: Vladimír Šindler Martin Fraňo |
| Duda (Sýkora, Straka) 25' Heřman (Sýkora, Jeřábek) 36' Kratěna (Straka) 40' Duda (Kovář) 53' | Duda (Sýkora, Straka) 25' Heřman (Sýkora, Jeřábek) 36' Kratěna (Straka) 40' Duda (Kovář) 53' |          | 6' Preisinger (Hudec, Jass) 20' Hudáček (Lipianský) 28' Macho (Frühauf, Bulík) 32' Hudec (Preisinger, Frühauf) SN' Preisinger | Rozhodčí: Vladimír Šindler Martin Fraňo |
| 14 min                                                                                       | 14 min                                                                                       | Tresty   | 12 min | Rozhodčí: Vladimír Šindler Martin Fraňo |
| 42                                                                                           | 42                                                                                           | Střely   | 35 | Rozhodčí: Vladimír Šindler Martin Fraňo |

| 31. srpna 2011 18:30 SEČ | KalPa | 3 – 4 SN (0:0, 1:0, 2:3, 0:0, 0:1) | Kärpät Oulu | Kuopion Jäähalli, Kuopio Návštěvnost: 3 082 |  |

| Report                                                                    |                                                                           |          | |                                            |
| Juha Toivonen                                                             | Juha Toivonen                                                             | Brankáři | Tomi Karhunen                                                                                        | Rozhodčí: Antti Hämäläinen Jarno Heikkinen |
| Pakarinen (Rissanen) 26' Salminen (Riekkinen, Pakarinen) 44' Salminen 52' | Pakarinen (Rissanen) 26' Salminen (Riekkinen, Pakarinen) 44' Salminen 52' |          | 49' Komulainen (Kemppainen) 58' Salomäki (Haataja) 59' Koskenkorva (Mikkola, Haataja) SN' Komulainen | Rozhodčí: Antti Hämäläinen Jarno Heikkinen |
| 39 min                                                                    | 39 min                                                                    | Tresty   | 16 min                                                                                               | Rozhodčí: Antti Hämäläinen Jarno Heikkinen |
| 18                                                                        | 18                                                                        | Střely   | 30                                                                                                   | Rozhodčí: Antti Hämäläinen Jarno Heikkinen |

### Mezidivizní zápasy

#### Západní divize vs. Severní divize
| 14. srpna 2011 16:00 SEČ | Djurgårdens IF Hockey | 4 – 2 (1:1, 2:1, 1:0) | EC Red Bull Salzburg | Hovet, Stockholm Návštěvnost: 1 818 |  |

| Report | |          |                                                      |                                         |
| Tim Sandberg                                                                                              | Tim Sandberg                                                                                              | Brankáři | Thomas Höneckl                                       | Rozhodčí: Niclas Johansson Ulf Rönnmark |
| Carlsson (Eklund) 19' Norman (Cehlin, Carlsson) 26' Holm (Cehlin) 40' Holmqvist (Boumedienne, Cehlin) 55' | Carlsson (Eklund) 19' Norman (Cehlin, Carlsson) 26' Holm (Cehlin) 40' Holmqvist (Boumedienne, Cehlin) 55' |          | 18' Raffl (Earl, Lynch) 24' Aubin (Erlich, Trattnig) | Rozhodčí: Niclas Johansson Ulf Rönnmark |
| 39 min | 39 min | Tresty   | 39 min                                               | Rozhodčí: Niclas Johansson Ulf Rönnmark |
| 24 | 24 | Střely   | 41                                                   | Rozhodčí: Niclas Johansson Ulf Rönnmark |

| 14. srpna 2011 18:30 SEČ | TPS Turku | 2 – 0 (0:0, 1:0, 1:0) | HC Slavia Praha | HK Arena, Turku Návštěvnost: 2 673 |  |

| Report                                     |               |          |                  |                                           |
| Marek Schwarz                              | Marek Schwarz | Brankáři | Miroslav Kopřiva | Rozhodčí: Stefan Fonselius Aleksi Rantala |
| Anttila (Raboin) 23' Plíhal (Seppänen) 60' |               |          |                  | Rozhodčí: Stefan Fonselius Aleksi Rantala |
| 10 min                                     | 10 min        | Tresty   | 18 min           | Rozhodčí: Stefan Fonselius Aleksi Rantala |
| 30                                         | 30            | Střely   | 29               | Rozhodčí: Stefan Fonselius Aleksi Rantala |

| 21. srpna 2011 13:00 SEČ | Jokerit Helsinky | 7 – 3 (1:1, 5:2, 1:0) | Frölunda Indians | Tikkurilan Valtti Areena, Vantaa Návštěvnost: 1 284 |  |

| Report | |          |                                                                    |                                            |
| Zoltán Hetényi | Zoltán Hetényi | Brankáři | Magnus Hellberg                                                    | Rozhodčí: Jukka Hakkarainen Mikko Vanninen |
| Pulkkinen (Klingberg, Kerälä) 5' Filppula (Eaves, Hännikäinen) 26' Hahl (Nordlund) 37' Wallén (Filppula, Dehner) 38' Rita (Heino, Hahl) 39' Eaves (Filppula, Hahl) 40' Tuhkanen (Filppula, Eaves) 59' | Pulkkinen (Klingberg, Kerälä) 5' Filppula (Eaves, Hännikäinen) 26' Hahl (Nordlund) 37' Wallén (Filppula, Dehner) 38' Rita (Heino, Hahl) 39' Eaves (Filppula, Hahl) 40' Tuhkanen (Filppula, Eaves) 59' |          | 8' Umičević (Tömmernes) 25' Tolsa 33' Persson (Eriksson, Koivisto) | Rozhodčí: Jukka Hakkarainen Mikko Vanninen |
| 10 min | 10 min | Tresty   | 58 min                                                             | Rozhodčí: Jukka Hakkarainen Mikko Vanninen |
| 33 | 33 | Střely   | 35                                                                 | Rozhodčí: Jukka Hakkarainen Mikko Vanninen |

| 27. srpna 2011 17:00 SEČ | Luleå HF | 5 – 2 (0:1, 3:0, 2:1) | Färjestads BK | Lombiahallen, Kiruna Návštěvnost: 2 026 |  |

| Report | |          |                            |                                           |
| David Rautio | David Rautio | Brankáři | Fredrik Pettersson-Wentzel | Rozhodčí: Thomas Andersson Patrik Sjöberg |
| Vihko (Viitaluoma, Hjalmarsson) 30' Berglund (Fransson, Abbott) 31' Harju (Olausson) 39' Harju 42' Fleury (Fransson, Karlsson) 59' | Vihko (Viitaluoma, Hjalmarsson) 30' Berglund (Fransson, Abbott) 31' Harju (Olausson) 39' Harju 42' Fleury (Fransson, Karlsson) 59' |          | 7' Bastiansen 55' Lundh    | Rozhodčí: Thomas Andersson Patrik Sjöberg |
| 6 min | 6 min | Tresty   | 12 min                     | Rozhodčí: Thomas Andersson Patrik Sjöberg |
| 31 | 31 | Střely   | 28                         | Rozhodčí: Thomas Andersson Patrik Sjöberg |

| 2. září 2011 18:30 SEČ | Tappara Tampere | 2 – 3 (0:0, 2:3, 0:0) | IFK Helsinky | Expert Arena, Kotka Návštěvnost: 1 608 |  |

| Report                                                                |                                                                       |          |                                                                                        |                                         |
| Jani Nieminen                                                         | Jani Nieminen                                                         | Brankáři | Jan Lundell                                                                            | Rozhodčí: Jani Luoma-Aho Teemu Salminen |
| Venäläinen (Peltola, Makkonen) 25' Makkonen (Venäläinen, Mäntylä) 38' | Venäläinen (Peltola, Makkonen) 25' Makkonen (Venäläinen, Mäntylä) 38' |          | 24' Tallberg (Granlund, Jokela) 33' Järvinen (Kousa, Wirtanen) 40' Granlund (Peltonen) | Rozhodčí: Jani Luoma-Aho Teemu Salminen |
| 4 min                                                                 | 4 min                                                                 | Tresty   | 16 min                                                                                 | Rozhodčí: Jani Luoma-Aho Teemu Salminen |
| 35                                                                    | 35                                                                    | Střely   | 26                                                                                     | Rozhodčí: Jani Luoma-Aho Teemu Salminen |

| 3. září 2011 17:00 SEČ | HC Sparta Praha | 2 – 1 (1:0, 0:0, 1:1) | Eisbären Berlín | Tesla Arena, Praha Návštěvnost: 1 901 |  |

| Report                                |                                       |          |                     |                                            |
| Tomáš Pöpperle                        | Tomáš Pöpperle                        | Brankáři | Rob Zepp            | Rozhodčí: František Kalivoda Štěpán Souček |
| Ton (Tenkrát) 9' Sersen (Bližňák) 54' | Ton (Tenkrát) 9' Sersen (Bližňák) 54' |          | 59' Talbot (Felski) | Rozhodčí: František Kalivoda Štěpán Souček |
| 39 min                                | 39 min                                | Tresty   | 64 min              | Rozhodčí: František Kalivoda Štěpán Souček |
| 33                                    | 33                                    | Střely   | 29                  | Rozhodčí: František Kalivoda Štěpán Souček |

#### Západní divize vs. Jižní divize
| 21. srpna 2011 19:30 SEČ | EC Red Bull Salzburg | 3 – 2 (0:1, 1:1, 2:0) | HC Kometa Brno | Eisarena Salzburg, Salcburk Návštěvnost: 1 100 |  |

| Report                                                             |                                                                    |          |                                                  |                                              |
| Joshua Tordjman                                                    | Joshua Tordjman                                                    | Brankáři | Sasu Hovi                                        | Rozhodčí: Thomas Bernecker Christian Potocan |
| Raffl (Williams, Abid) 26' Welser (Earl, Abid) 44' Earl (Abid) 52' | Raffl (Williams, Abid) 26' Welser (Earl, Abid) 44' Earl (Abid) 52' |          | 4' Čermák (Hubáček, Bičánek) 24' Holec (R. Erat) | Rozhodčí: Thomas Bernecker Christian Potocan |
| 16 min                                                             | 16 min                                                             | Tresty   | 30 min                                           | Rozhodčí: Thomas Bernecker Christian Potocan |
| 30                                                                 | 30                                                                 | Střely   | 45                                               | Rozhodčí: Thomas Bernecker Christian Potocan |

| 22. srpna 2011 18:00 SEČ | Tappara Tampere | 5 – 6 SN (3:0, 1:2, 1:3, 0:0, 0:1) | HC ČSOB Pojišťovna Pardubice | Hakametsä Areena, Tampere Návštěvnost: 2 580 |  |

| Report | |          | |                                           |
| Jani Nieminen | Jani Nieminen | Brankáři | Vladislav Koutský | Rozhodčí: Hannu Henriksson Jari Leppäalho |
| Leimu (Cepis, Peltola) 5' Venäläinen (Erkinjuntti, Leimu) 7' Leimu (Mäntylä, Erkinjuntti) 16' Tenute (Saravo, Strömberg) 40' Männikkö (Leimu) 51' | Leimu (Cepis, Peltola) 5' Venäläinen (Erkinjuntti, Leimu) 7' Leimu (Mäntylä, Erkinjuntti) 16' Tenute (Saravo, Strömberg) 40' Männikkö (Leimu) 51' |          | 24' Zohorna (V. Kočí, Bartek) 30' Koukal 49' Kousal (Radil, Benák) 53' J. Kolář (Píša, J. Kolář) 57' Koukal (Kolář, Starý) SN' Bartek | Rozhodčí: Hannu Henriksson Jari Leppäalho |
| 12 min | 12 min | Tresty   | 16 min | Rozhodčí: Hannu Henriksson Jari Leppäalho |
| 27 | 27 | Střely   | 38 | Rozhodčí: Hannu Henriksson Jari Leppäalho |

| 28. srpna 2011 14:00 SEČ | Frölunda Indians | 5 – 1 (1:0, 2:0, 2:1) | Adler Mannheim | Frölunda Campus, Göteborg Návštěvnost: 1 370 |  |

| Report | |          |                     |                                           |
| Magnus Hellberg | Magnus Hellberg | Brankáři | Felix Brückmann     | Rozhodčí: Marcus Vinnerborg Sören Persson |
| Koivisto (Svedberg, Johansson) 7' Collberg (Sundström, Johnsson) 24' Tömmernes (Bäckman, Kahnberg) 27' von Gunten (Olimb, Pyörälä) 49' von Gunten (Olimb, Johnsson) 58' | Koivisto (Svedberg, Johansson) 7' Collberg (Sundström, Johnsson) 24' Tömmernes (Bäckman, Kahnberg) 27' von Gunten (Olimb, Pyörälä) 49' von Gunten (Olimb, Johnsson) 58' |          | 52' Glumac (Wagner) | Rozhodčí: Marcus Vinnerborg Sören Persson |
| 10 min | 10 min | Tresty   | 30 min              | Rozhodčí: Marcus Vinnerborg Sören Persson |
| 29 | 29 | Střely   | 23                  | Rozhodčí: Marcus Vinnerborg Sören Persson |

| 1. září 2011 19:00 SEČ | Färjestad BK | 2 - 0 (0:0, 1:0, 1:0) | HV71 | Åmåls Ishall, Åmål Návštěvnost: 786 |  |

| Report                                                 |                      |          |                |                                     |
| Cristopher Nihlstorp                                   | Cristopher Nihlstorp | Brankáři | Daniel Larsson | Rozhodčí: Mikael Holm Sören Persson |
| Wallin (Åslund, Berglund) 29' Holtet (Wennerström) 54' |                      |          |                | Rozhodčí: Mikael Holm Sören Persson |
| 6 min                                                  | 6 min                | Tresty   | 10 min         | Rozhodčí: Mikael Holm Sören Persson |
| 29                                                     | 29                   | Střely   | 17             | Rozhodčí: Mikael Holm Sören Persson |

| 4. září 2011 16:00 SEČ | Linköpings HC | 4 – 1 (0:0, 2:1, 2:0) | TPS Turku | Woodyhallen, Katrineholm Návštěvnost: 637 |  |

| Report | |          |               |                                     |
| Fredrik Norrena | Fredrik Norrena | Brankáři | Marek Schwarz | Rozhodčí: Mikael Nord David Bergman |
| Johansson (Söderberg, Figren) 26' Johansson (Erikson) 36' Petterström (Håkanson, Lindhagen) 41' Figren (Bäckman) 43' | Johansson (Söderberg, Figren) 26' Johansson (Erikson) 36' Petterström (Håkanson, Lindhagen) 41' Figren (Bäckman) 43' |          | 36' Birner    | Rozhodčí: Mikael Nord David Bergman |
| 18 min | 18 min | Tresty   | 18 min        | Rozhodčí: Mikael Nord David Bergman |
| 27 | 27 | Střely   | 31            | Rozhodčí: Mikael Nord David Bergman |

| 4. září 2011 17:00 SEČ | Bílí Tygři Liberec | 4 – 5 (2:1, 1:3, 1:1) | Eisbären Berlín | Tipsport Arena, Liberec Návštěvnost: 2 824 |  |

| Report                                                                                        |                                                                                               |          | |                                    |
| Tomáš Vošvrda                                                                                 | Tomáš Vošvrda                                                                                 | Brankáři | Kevin Nastiuk | Rozhodčí: Martin Homola Jan Hribik |
| Bárta (Urban) 11' Kajínek (Nedvěd, Bortňák) 17' Urban (Kajínek) 26' Holub (Pavlů, Kudrna) 44' | Bárta (Urban) 11' Kajínek (Nedvěd, Bortňák) 17' Urban (Kajínek) 26' Holub (Pavlů, Kudrna) 44' |          | 20' Rankel (Mulock) 21' Rankel (Mulock, Talbot) 24' Felski (Rankel) 31' Angell (Christensen, Hördler) 54' Hördler (Rankel) | Rozhodčí: Martin Homola Jan Hribik |
| 22 min                                                                                        | 22 min                                                                                        | Tresty   | 16 min | Rozhodčí: Martin Homola Jan Hribik |
| 32                                                                                            | 32                                                                                            | Střely   | 28 | Rozhodčí: Martin Homola Jan Hribik |

#### Západní divize vs. Východní divize
| 21. srpna 2011 17:30 SEČ | Eisbären Berlín | 4 – 2 (2:0, 0:0, 2:2) | HC Slovan Bratislava | O2 World, Berlín Návštěvnost: 7 600 |  |

| Report | |          |                                                                   |                                         |
| Kevin Nastiuk | Kevin Nastiuk | Brankáři | Branislav Konrád                                                  | Rozhodčí: Georg Jakublov Jens Steinecke |
| Mulock (Regehr, Ustorf) 13' Mulock (Busch, R. Regehr) 16' Mulock (Talbot, Busch) 47' Olver (Tallackson, R. Regehr) 56' | Mulock (Regehr, Ustorf) 13' Mulock (Busch, R. Regehr) 16' Mulock (Talbot, Busch) 47' Olver (Tallackson, R. Regehr) 56' |          | 45' Lipianský (Hudec, Kukumberg) 58' Šišovský (Kukumberg, Kudrna) | Rozhodčí: Georg Jakublov Jens Steinecke |
| 42 min | 42 min | Tresty   | 71 min                                                            | Rozhodčí: Georg Jakublov Jens Steinecke |
| 38 | 38 | Střely   | 32                                                                | Rozhodčí: Georg Jakublov Jens Steinecke |

| 21. srpna 2011 18:30 SEČ | Kärpät Oulu | 2 – 1 SN (0:0, 1:0, 0:1, 0:0, 1:0) | Färjestad BK | Kokkola Arena, Kokkola Návštěvnost: 1 992 |  |

| Report                  |                         |          |                               |                                       |
| Ville Hostikka          | Ville Hostikka          | Brankáři | Cristopher Nihlstorp          | Rozhodčí: Timo Favorin Anssi Salomäki |
| Vondrka 31' Haataja SN' | Vondrka 31' Haataja SN' |          | 56' Berglund (Åslund, Nygren) | Rozhodčí: Timo Favorin Anssi Salomäki |
| 18 min                  | 18 min                  | Tresty   | 16 min                        | Rozhodčí: Timo Favorin Anssi Salomäki |
| 37                      | 37                      | Střely   | 35                            | Rozhodčí: Timo Favorin Anssi Salomäki |

| 28. srpna 2011 18:00 SEČ | HC Plzeň 1929 | 4 – 0 (1:0, 1:0, 2:0) | Tappara Tampere | ČEZ Aréna, Plzeň Návštěvnost: 2 764 |  |

| Report                                                                                      |               |          |              |                                          |
| Marek Mazanec                                                                               | Marek Mazanec | Brankáři | Juha Metsola | Rozhodčí: Vladimír Šindler Roman Svoboda |
| Frolo (J. Hlinka, Mrňa) 13' Vlasák (Duda) 40' J. Hlinka (Kratěna) 55' Kovář (M. Straka) 59' |               |          |              | Rozhodčí: Vladimír Šindler Roman Svoboda |
| 10 min                                                                                      | 10 min        | Tresty   | 4 min        | Rozhodčí: Vladimír Šindler Roman Svoboda |
| 31                                                                                          | 31            | Střely   | 25           | Rozhodčí: Vladimír Šindler Roman Svoboda |

| 28. srpna 2011 20:00 SEČ | Vienna Capitals | 4 – 3 v prod. (1:3, 1:0, 1:0, 1:0) | TPS Turku | Albert Schultz Eishalle, Vídeň Návštěvnost: 3 800 |  |

| Report | |          |                                                                                  |                                           |
| Reinhard Divis | Reinhard Divis | Brankáři | Aleksis Ahlqvist                                                                 | Rozhodčí: Robert Falkner Ladislav Smetana |
| Ferland (Gratton, Bjornlie) 20' Ferland (Gratton, Bjornlie) 28' Lupaschuk (Gratton, Gunnarsson) 47' Bjornlie (Ferland, Gratton) 61' | Ferland (Gratton, Bjornlie) 20' Ferland (Gratton, Bjornlie) 28' Lupaschuk (Gratton, Gunnarsson) 47' Bjornlie (Ferland, Gratton) 61' |          | 6' Birner (Raboin) 9' Stone (Tuominen, Seppänen) 14' Plíhal (Anttila, Vahalahti) | Rozhodčí: Robert Falkner Ladislav Smetana |
| 16 min | 16 min | Tresty   | 24 min                                                                           | Rozhodčí: Robert Falkner Ladislav Smetana |
| 28 | 28 | Střely   | 19                                                                               | Rozhodčí: Robert Falkner Ladislav Smetana |

| 1. září 2011 19:15 SEČ | EC Red Bull Salzburg | 4 – 6 (2:2, 0:1, 2:3) | HC Mountfield České Budějovice | Eisarena Salzburg, Salcburk Návštěvnost: 1 524 |  |

| Report                                                                                                   | |          | |                                            |
| Josh Tordjman                                                                                            | Josh Tordjman                                                                                            | Brankáři | Jakub Kovář | Rozhodčí: Wolfgang Fussi Christian Potocan |
| Regier (Aubin, Abid) 5' Trattnig (Abid, Lynch) 17' Lynch (Raffl, Heinrich) 45' Bois (Abid, Trattnig) 58' | Regier (Aubin, Abid) 5' Trattnig (Abid, Lynch) 17' Lynch (Raffl, Heinrich) 45' Bois (Abid, Trattnig) 58' |          | 2' Podlešák (Gulaš) 16' Kašpařík (Šimánek, Martynek) 24' Kašpařík (Vráblík) 46' Martynek (Mikeska, Sailer) 53' Gulaš (Langhammer) 59' Gulaš | Rozhodčí: Wolfgang Fussi Christian Potocan |
| 16 min                                                                                                   | 16 min                                                                                                   | Tresty   | 14 min | Rozhodčí: Wolfgang Fussi Christian Potocan |
| 40 | 40 | Střely   | 36 | Rozhodčí: Wolfgang Fussi Christian Potocan |

| 3. září 2011 16:00 SEČ | Frölunda Indians | 5 – 2 (2:0, 1:2, 2:0) | KalPa | Kungsbacka Ishall, Kungsbacka Návštěvnost: 1 357 |  |

| Report | |          |                                                              |                                        |
| Frederik Andersen | Frederik Andersen | Brankáři | Juha Toivonen                                                | Rozhodčí: Morgan Johansson Mikael Holm |
| Koivisto (Lasu, Johansson) 3' Olimb (Pettersson) 16' Bäckman (Tolsa, Kahnberg) 22' Pettersson (Pyörälä) 41' Olimb (Pettersson, Bäckman) 55' | Koivisto (Lasu, Johansson) 3' Olimb (Pettersson) 16' Bäckman (Tolsa, Kahnberg) 22' Pettersson (Pyörälä) 41' Olimb (Pettersson, Bäckman) 55' |          | 25' Hentunen (Salminen) 40' S. Kapanen (Kiiskinen, Saarinen) | Rozhodčí: Morgan Johansson Mikael Holm |
| 12 min | 12 min | Tresty   | 16 min                                                       | Rozhodčí: Morgan Johansson Mikael Holm |
| 11 | 11 | Střely   | 37                                                           | Rozhodčí: Morgan Johansson Mikael Holm |

#### Severní divize vs. Jižní divize
| 11. srpna 2011 18:30 SEČ | HC Sparta Praha | 1 – 4 (0:0, 0:3, 1:1) | HV71 | Tesla Arena, Praha Návštěvnost: 778 |  |

| Report         |                |          | |                                      |
| Tomáš Pöpperle | Tomáš Pöpperle | Brankáři | Daniel Larsson                                                                                     | Rozhodčí: Jakub Smitka Štěpán Souček |
| Broš 52'       | Broš 52'       |          | 22' Ledin (Sundh) 34' Thörnberg (Voutilainen, Trygg) 39' Welch (Falk, Lindström) 52' Fasth (Welch) | Rozhodčí: Jakub Smitka Štěpán Souček |
| 8 min          | 8 min          | Tresty   | 16 min                                                                                             | Rozhodčí: Jakub Smitka Štěpán Souček |
| 31             | 31             | Střely   | 19                                                                                                 | Rozhodčí: Jakub Smitka Štěpán Souček |

| 28. srpna 2011 18:00 SEČ | HC Kometa Brno | 0 – 3 (0:0, 0:1, 0:2) | Jokerit Helsinky | Hala Rondo, Brno Návštěvnost: 4 178 |  |

| Report    |           |          |                                                                   |                                     |
| Sasu Hovi | Sasu Hovi | Brankáři | Zoltán Hetényi                                                    | Rozhodčí: Milan Minář Radek Husička |
|           |           |          | 27' Mäki (Pulkkinen) 50' Teräväinen (Hahl) 58' Ruuttu (Pulkkinen) | Rozhodčí: Milan Minář Radek Husička |
| 12 min    | 12 min    | Tresty   | 6 min                                                             | Rozhodčí: Milan Minář Radek Husička |
| 24        | 24        | Střely   | 28                                                                | Rozhodčí: Milan Minář Radek Husička |

| 28. srpna 2011 19:30 SEČ | HC ČSOB Pojišťovna Pardubice | 2 – 1 (1:0, 1:0, 0:1) | IFK Helsinky | ČEZ Aréna, Pardubice Návštěvnost: 4 127 |  |

| Report                                             |                                                    |          |                           |                                    |
| Vladislav Koutský                                  | Vladislav Koutský                                  | Brankáři | Juuso Riksman             | Rozhodčí: Martin Homola Jan Hribik |
| Bartek (Elkins, Kočí) 14' Starý (Bartek, Kočí) 26' | Bartek (Elkins, Kočí) 14' Starý (Bartek, Kočí) 26' |          | 47' Granlund (Tuohilampi) | Rozhodčí: Martin Homola Jan Hribik |
| 18 min                                             | 18 min                                             | Tresty   | 18 min                    | Rozhodčí: Martin Homola Jan Hribik |
| 26                                                 | 26                                                 | Střely   | 28                        | Rozhodčí: Martin Homola Jan Hribik |

| 3. září 2011 16:00 SEČ | Linköpings HC | 3 – 2 (0:0, 1:1, 2:1) | Djurgårdens IF Hockey | VMP Group Arena, Mjölby Návštěvnost: 837 |  |

| Report                                                       |                                                              |          |                                      |                                         |
| Christian Engstrand                                          | Christian Engstrand                                          | Brankáři | Gustaf Wesslau                       | Rozhodčí: Christer Lärking Ulf Rönnmark |
| Håkanson (Åkerman, Andersson) 33' Håkanson 51' Lindhagen 59' | Håkanson (Åkerman, Andersson) 33' Håkanson 51' Lindhagen 59' |          | 21' Nilson (Tjärnqvist) 60' Ottosson | Rozhodčí: Christer Lärking Ulf Rönnmark |
| 16 min                                                       | 16 min                                                       | Tresty   | 10 min                               | Rozhodčí: Christer Lärking Ulf Rönnmark |
| 27                                                           | 27                                                           | Střely   | 37                                   | Rozhodčí: Christer Lärking Ulf Rönnmark |

| 3. září 2011 19:00 SEČ | Bílí Tygři Liberec | 2 – 3 (0:0, 0:2, 2:1) | Luleå HF | Tipsport Arena, Liberec Návštěvnost: 1 556 |  |

| Report                       |                              |          |                                                                             |                                   |
| Marek Pinc                   | Marek Pinc                   | Brankáři | David Rautio                                                                | Rozhodčí: Jan Hribik Martin Fraňo |
| Bulíř 49' Štich (Nedvěd) 49' | Bulíř 49' Štich (Nedvěd) 49' |          | 21' Harju (Hjalmarsson) 25' Abbott (Fleury) 47' Hjalmarsson (Harju, Abbott) | Rozhodčí: Jan Hribik Martin Fraňo |
| 35 min                       | 35 min                       | Tresty   | 20 min                                                                      | Rozhodčí: Jan Hribik Martin Fraňo |
| 28                           | 28                           | Střely   | 26                                                                          | Rozhodčí: Jan Hribik Martin Fraňo |

| 4. září 2011 18:00 SEČ | Adler Mannheim | 3 – 5 (2:2, 0:3, 1:0) | HC Slavia Praha | SAP Arena, Mannheim Návštěvnost: 7 674 |  |

| Report                                                                                  |                                                                                         |          | |                        |
| Felix Brückmann                                                                         | Felix Brückmann                                                                         | Brankáři | Miroslav Kopřiva | Rozhodčí: Marcus Brill |
| Magowan (Lehoux, Lee) 16' Glumac (MacDonald, Wagner) 18' Mitchell (Lehoux, Ullmann) 44' | Magowan (Lehoux, Lee) 16' Glumac (MacDonald, Wagner) 18' Mitchell (Lehoux, Ullmann) 44' |          | 14' Svoboda (Tomica, Kuboš) 18' Růžička (Tomica, Svoboda) 21' Sklenář (Kadlec) 27' Svoboda (Růžička, Vašíček) 40' Svoboda (Růžička, Tomica) | Rozhodčí: Marcus Brill |
| 133 min                                                                                 | 133 min                                                                                 | Tresty   | 137 min | Rozhodčí: Marcus Brill |
| 36                                                                                      | 36                                                                                      | Střely   | 28 | Rozhodčí: Marcus Brill |

#### Severní divize vs. Východní divize
| 23. srpna 2011 18:30 SEČ | KalPa | 3 – 1 (1:0, 1:0, 1:1) | Djurgårdens IF Hockey | Kuopion Jäähalli, Kuopio Návštěvnost: 3 283 |  |

| Report                                                                                     |                                                                                            |          |                     |                                      |
| Ari Ahonen                                                                                 | Ari Ahonen                                                                                 | Brankáři | Gustaf Wesslau      | Rozhodčí: Jyri Rönn Antti Hämäläinen |
| Laurila (Rissanen, Saarinen) 14' Pakarinen (Kapanen, Kuparinen) 32' Hentunen (Kapanen) 60' | Laurila (Rissanen, Saarinen) 14' Pakarinen (Kapanen, Kuparinen) 32' Hentunen (Kapanen) 60' |          | 47' Cehlin (Lassen) | Rozhodčí: Jyri Rönn Antti Hämäläinen |
| 10 min                                                                                     | 10 min                                                                                     | Tresty   | 10 min              | Rozhodčí: Jyri Rönn Antti Hämäläinen |
| 24                                                                                         | 24                                                                                         | Střely   | 19                  | Rozhodčí: Jyri Rönn Antti Hämäläinen |

| 25. srpna 2011 19:00 SEČ | Luleå HF | 6 – 5 SN (1:2, 3:1, 1:2, 0:0, 1:0) | Kärpät Oulu | Coop Arena, Luleå Návštěvnost: 3 085 |  |

| Report | |          | |                                        |
| David Rautio | David Rautio | Brankáři | Tomi Karhunen | Rozhodčí: Tomas Forsström Tobias Björk |
| Harju (Fransson) 16' Enterfeldt (Komarek) 24' Vihko (Harju, Viitaluoma) 32' Enterfeldt (Komarek, Karlsson) 40' Harju 56' Persson SN' | Harju (Fransson) 16' Enterfeldt (Komarek) 24' Vihko (Harju, Viitaluoma) 32' Enterfeldt (Komarek, Karlsson) 40' Harju 56' Persson SN' |          | 13' Salomäki (Lehtonen, Eklund) 13' Kemppainen (Haataja) 36' Salomäki (Mäntymaa) 44' Koskenkorva 49' Salomäki (Vondrka) | Rozhodčí: Tomas Forsström Tobias Björk |
| 6 min | 6 min | Tresty   | 10 min | Rozhodčí: Tomas Forsström Tobias Björk |
| 36 | 36 | Střely   | 19 | Rozhodčí: Tomas Forsström Tobias Björk |

| 31. srpna 2011 17:30 SEČ | HC Slavia Praha | 3 – 5 (0:1, 1:1, 2:3) | HC Plzeň 1929 | Zimní stadion Eden, Praha Návštěvnost: 868 |  |

| Report                                                                                |                                                                                       |          | |                                       |
| Miroslav Kopřiva                                                                      | Miroslav Kopřiva                                                                      | Brankáři | Adam Svoboda | Rozhodčí: Miroslav Jebavý Petr Lacina |
| Kadlec (Vašíček, Kůrka) 22' Růžička (Kadlec, Krejčík) 41' Kůrka (Kadlec, Svoboda) 50' | Kadlec (Vašíček, Kůrka) 22' Růžička (Kadlec, Krejčík) 41' Kůrka (Kadlec, Svoboda) 50' |          | 8' Hlinka (Mrňa, Kratěna) 38' Sýkora (Straka, Duda) 53' Sýkora (Straka, Vlasák) 54' Mrňa (Hlinka, Kratěna) 56' Kratěna (Hlinka) | Rozhodčí: Miroslav Jebavý Petr Lacina |
| 12 min                                                                                | 12 min                                                                                | Tresty   | 24 min | Rozhodčí: Miroslav Jebavý Petr Lacina |
| 29                                                                                    | 29                                                                                    | Střely   | 25 | Rozhodčí: Miroslav Jebavý Petr Lacina |

| 3. září 2011 17:00 SEČ | IFK Helsinky | 2 – 4 (1:1, 0:3, 1:0) | Vienna Capitals | Elisa Areena, Helsinky Návštěvnost: 800 |  |

| Report                                       |                                              |          | |                                         |
| Juuso Riksman                                | Juuso Riksman                                | Brankáři | Reinhard Divis | Rozhodčí: Mikko Kaukokari Tom Laaksonen |
| Tuomainen (Peltonen) 13' Nyholm (Pöysti) 42' | Tuomainen (Peltonen) 13' Nyholm (Pöysti) 42' |          | 14' Kavanagh (Rotter, Oraze) 31' Fischer (Ferland, Gratton) 33' Gunnarsson (Rodman, Kavanagh) 39' Gratton (Ferland, Casparsson) | Rozhodčí: Mikko Kaukokari Tom Laaksonen |
| 55 min                                       | 55 min                                       | Tresty   | 104 min | Rozhodčí: Mikko Kaukokari Tom Laaksonen |
| 46                                           | 46                                           | Střely   | 26 | Rozhodčí: Mikko Kaukokari Tom Laaksonen |

| 3. září 2011 17:00 SEČ | Jokerit Helsinky | 7 – 2 (1:1, 3:0, 3:1) | HC Slovan Bratislava | Tikkurilan Valtti Areena, Vantaa Návštěvnost: 1 638 |  |

| Report | |          |                                                      |                                            |
| Eero Kilpeläinen | Eero Kilpeläinen | Brankáři | Branislav Konrád                                     | Rozhodčí: Jukka Hakkarainen Mikko Vanninen |
| Pulkkinen (Lahti, Kerälä) 9' Hardt (Filppula, Eaves) 34' Eaves (Dehner, Filppula) 37' Rita (Hahl, Väänänen) 40' Mäki (Tyrväinen, Dehner) 43' Niemi (Filppula, Eaves) 47' Väänänen (Kerälä, Lahti) 60' | Pulkkinen (Lahti, Kerälä) 9' Hardt (Filppula, Eaves) 34' Eaves (Dehner, Filppula) 37' Rita (Hahl, Väänänen) 40' Mäki (Tyrväinen, Dehner) 43' Niemi (Filppula, Eaves) 47' Väänänen (Kerälä, Lahti) 60' |          | 15' Bulík (Štajnoch) 53' Šišovský (Ďatelinka, Kozák) | Rozhodčí: Jukka Hakkarainen Mikko Vanninen |
| 6 min | 6 min | Tresty   | 12 min                                               | Rozhodčí: Jukka Hakkarainen Mikko Vanninen |
| 41 | 41 | Střely   | 24                                                   | Rozhodčí: Jukka Hakkarainen Mikko Vanninen |

| 6. září 2011 17:30 SEČ | HC Mountfield České Budějovice | 4 - 3 SN (1:1, 0:1, 2:1, 0:0, 1:0) | HC Sparta Praha | Budvar aréna, České Budějovice Návštěvnost: 1 880 |  |

| Report                                                                                             | |          |                                                   |                                   |
| Jakub Kovář                                                                                        | Jakub Kovář                                                                                        | Brankáři | Martin Falter                                     | Rozhodčí: Jiří Dvořák Petr Lacina |
| Langhammer (Květoň) 18' Gulaš (Vydarený, Květoň) 57' Šimánek (Kašpařík, Martynek) 57' Martynek SN' | Langhammer (Květoň) 18' Gulaš (Vydarený, Květoň) 57' Šimánek (Kašpařík, Martynek) 57' Martynek SN' |          | 3' Milam (Foster) 33' S. Treille 48' Jánský (Ask) | Rozhodčí: Jiří Dvořák Petr Lacina |
| 12 min                                                                                             | 12 min                                                                                             | Tresty   | 48 min                                            | Rozhodčí: Jiří Dvořák Petr Lacina |
| 45                                                                                                 | 45                                                                                                 | Střely   | 36                                                | Rozhodčí: Jiří Dvořák Petr Lacina |

#### Jižní divize vs. Východní divize
| 14. srpna 2011 18:00 SEČ | HC Slovan Bratislava | 3 – 0 (0:0, 0:0, 3:0) | Linköpings HC | Slovnaft Arena, Bratislava Návštěvnost: 4 639 |  |

| Report                                                        |                  |          |                 |                                        |
| Branislav Konrád                                              | Branislav Konrád | Brankáři | Fredrik Norrena | Rozhodčí: Vladimír Baluška Peter Jonák |
| Frühauf (Kukumberg, Hudec) 44' Hudáček (Macho) 47' Skokan 52' |                  |          |                 | Rozhodčí: Vladimír Baluška Peter Jonák |
| 16 min                                                        | 16 min           | Tresty   | 8 min           | Rozhodčí: Vladimír Baluška Peter Jonák |
| 30                                                            | 30               | Střely   | 40              | Rozhodčí: Vladimír Baluška Peter Jonák |

| 14. srpna 2011 20:00 SEČ | Vienna Capitals | 3 – 6 (1:0, 2:4, 0:2) | Adler Mannheim | Albert Schultz Eishalle, Vídeň Návštěvnost: 4 700 |  |

| Report                                                                                             | |          | |                                       |
| Sebastian Stefaniszin                                                                              | Sebastian Stefaniszin                                                                              | Brankáři | Fred Brathwaite | Rozhodčí: Ladislav Smetana Georg Veit |
| Fortier (Gratton, Ferland) 9' Ferland (Rodman, Gunnarsson) 32' Gunnarsson (Rotter, Casparsson) 38' | Fortier (Gratton, Ferland) 9' Ferland (Rodman, Gunnarsson) 32' Gunnarsson (Rotter, Casparsson) 38' |          | 16' Mitchell (Lee, Lehoux) 22' Magowan (Mitchell, Lehoux) 26' Seidenberg (Lehoux, Sifers) 32' Ullmann (Arendt, Mauer) 35' Lee (Seidenberg) 45' Lehoux (Magowan, Mitchell) | Rozhodčí: Ladislav Smetana Georg Veit |
| 16 min                                                                                             | 16 min                                                                                             | Tresty   | 63 min | Rozhodčí: Ladislav Smetana Georg Veit |
| 41                                                                                                 | 41                                                                                                 | Střely   | 33 | Rozhodčí: Ladislav Smetana Georg Veit |

| 28. srpna 2011 17:00 SEČ | Kärpät Oulu | 4 - 1 (0:0, 2:0, 2:1) | Bílí Tygři Liberec | Raahe Arena, Raahe Návštěvnost: 1 027 |  |

| Report | |          |                             |                                         |
| Ville Hostikka | Ville Hostikka | Brankáři | Tomáš Vošvrda               | Rozhodčí: Vesa Keränen Tuomo Sorakangas |
| Mäntymaa (Viuhkola, Donskoi) 26' Salomäki (Viuhkola, Mäntymaa) 34' Mikkola (Haataja, Eklund) 42' Saarenheimo (Pokka, Komulainen) 53' | Mäntymaa (Viuhkola, Donskoi) 26' Salomäki (Viuhkola, Mäntymaa) 34' Mikkola (Haataja, Eklund) 42' Saarenheimo (Pokka, Komulainen) 53' |          | 44' Klimenta (Víšek, Urban) | Rozhodčí: Vesa Keränen Tuomo Sorakangas |
| 10 min | 10 min | Tresty   | 12 min                      | Rozhodčí: Vesa Keränen Tuomo Sorakangas |
| 23 | 23 | Střely   | 35                          | Rozhodčí: Vesa Keränen Tuomo Sorakangas |

| 3. září 2011 19:35 SEČ | HC Kometa Brno | 1 - 3 (0:1, 0:2, 1:0) | HC Mountfield České Budějovice | Hala Rondo, Brno Návštěvnost: 2 053 |  |

| Report                 |                        |          |                                                                                |                                      |
| Sasu Hovi              | Sasu Hovi              | Brankáři | Jakub Kovář                                                                    | Rozhodčí: Jiří Hradil Zbyněk Kubičík |
| Jankovič (Zohorna) 58' | Jankovič (Zohorna) 58' |          | 19' Gulaš (Kolarz) 32' Langhammer (Pšurný, Gulaš) 35' Polodna (Mikeska, Mikuš) | Rozhodčí: Jiří Hradil Zbyněk Kubičík |
| 24 min                 | 24 min                 | Tresty   | 22 min                                                                         | Rozhodčí: Jiří Hradil Zbyněk Kubičík |
| 26                     | 26                     | Střely   | 45                                                                             | Rozhodčí: Jiří Hradil Zbyněk Kubičík |

| 4. září 2011 16:00 SEČ | HV71 | 0 - 4 (0:2, 0:0, 0:2) | KalPa | Gislerinken, Gislaved Návštěvnost: 759 |  |

| Report            |                   |          |                                                                                                |                                            |
| Andreas Andersson | Andreas Andersson | Brankáři | Ari Ahonen                                                                                     | Rozhodčí: Niclas Johansson Mikael Sjökvist |
|                   |                   |          | 13' Laurila (Kiiskinen) 13' Laurila (Kiiskinen) 53' Junnila (H. Ikonen, J. Ikonen) 60' Junnila | Rozhodčí: Niclas Johansson Mikael Sjökvist |
| 18 min            | 18 min            | Tresty   | 14 min                                                                                         | Rozhodčí: Niclas Johansson Mikael Sjökvist |
| 31                | 31                | Střely   | 34                                                                                             | Rozhodčí: Niclas Johansson Mikael Sjökvist |

| 6. září 2011 18:00 SEČ | HC Plzeň 1929 | 4 - 3 (2:1, 0:1, 2:1) | HC ČSOB Pojišťovna Pardubice | ČEZ Aréna, Plzeň Návštěvnost: 2 071 |  |

| Report                                                                                 |                                                                                        |          |                                                                        |                                        |
| Adam Svoboda                                                                           | Adam Svoboda                                                                           | Brankáři | Martin Růžička                                                         | Rozhodčí: Vladimír Šindler Jan Svoboda |
| Petruška 9' Pitule (Dvořák) 9' Vlasák (Straka, Petruška) 46' Duda (Sýkora, Vlasák) 54' | Petruška 9' Pitule (Dvořák) 9' Vlasák (Straka, Petruška) 46' Duda (Sýkora, Vlasák) 54' |          | 12' Somík (Bartek) 38' Benák (Bartek, Elkins) 50' Starý (Koukal, Kočí) | Rozhodčí: Vladimír Šindler Jan Svoboda |
| 6 min                                                                                  | 6 min                                                                                  | Tresty   | 8 min                                                                  | Rozhodčí: Vladimír Šindler Jan Svoboda |
| 28                                                                                     | 28                                                                                     | Střely   | 41                                                                     | Rozhodčí: Vladimír Šindler Jan Svoboda |

## Playoff
Playoff bylo hráno pod názvem Red Bulls Salute a bylo hráno v Salcburku a ve Vídni, v Rakousku od 16. do 18. prosince 2011 a zápasy byly hrány v halách Eisarena Salzburg a Albert Schultz Eishalle. Týmy, které vypadli ve čtvrtfinále hráli dále klasifikační kolo a podle výsledků hráli následně duely o 5. a 7. místo.

### Pavouk
|  | Čtvrtfinále 1 |                                |               |  |      |              |                  |              |  |               |               |                  |   |
|  | ZD1           | Frölunda Indians               | 2             |  |      |              |                  |              |  |               |               |                  |   |
|  | JD2           | Linköpings HC                  | 4             |  |      | Semifinále 1 | Semifinále 1     | Semifinále 1 |  |               |               |                  |   |
|  |               |                                |               |  |      | ČTF1         | Linköpings HC    | 3            |  |               |               |                  |   |
|  | Čtvrtfinále 2 | Čtvrtfinále 2                  | Čtvrtfinále 2 |  | ČTF2 | EC Salzburg  | 4                |              |  |               |               |                  |   |
|  | JD1           | HC Pardubice                   | 1             |  |      |              |                  |              |  |               |               |                  |   |
|  | ZD2           | EC Salzburg                    | 2             |  |      |              |                  |              |  | Finále        | Finále        | Finále           |   |
|  |               |                                |               |  |      |              |                  |              |  |               | 1SF1          | Jokerit Helsinky | 2 |
|  | Čtvrtfinále 3 | Čtvrtfinále 3                  | Čtvrtfinále 3 |  |      |              |                  |              |  |               | 2SF1          | EC Salzburg      | 3 |
|  | SD1           | Jokerit Helsinky               | 7             |  |      |              |                  |              |  |               |               |                  |   |
|  | VD2           | HC Mountfield České Budějovice | 2             |  |      | Semifinále 2 | Semifinále 2     | Semifinále 2 |  | Zápas o bronz | Zápas o bronz | Zápas o bronz    |   |
|  |               |                                |               |  |      | ČTF3         | Jokerit Helsinky | 3            |  | 1SF2          | Luleå HF      | 3                |   |
|  | Čtvrtfinále 4 | Čtvrtfinále 4                  | Čtvrtfinále 4 |  | ČTF4 | Luleå HF     | 2                |              |  | 2SF2          | Linköpings HC | 2                |   |
|  | VD1           | HC Plzeň 1929                  | 1             |  |      |              |                  |              |  |               |               |                  |   |
|  | SD2           | Luleå HF                       | 2             |  |      |              |                  |              |  |               |               |                  |   |

### Zápasy

#### Čtvrtfinále
| 16. prosince 2011 17:15 SEČ | Frölunda Indians | 2 – 4 (1:0, 0:3, 1:1) | Linköpings HC | Eisarena Salzburg, Salcburk Návštěvnost: 890 |  |

| Report                                         |                                                |          | |                                      |
| Magnus Hellberg                                | Magnus Hellberg                                | Brankáři | Christian Engstrand                                                                                                 | Rozhodčí: Antonín Jeřábek Jan Hribik |
| Tömmernes (Persson) 15' Olimb (Pettersson) 57' | Tömmernes (Persson) 15' Olimb (Pettersson) 57' |          | 35' Hartigan (Jämtin, Johansson) 37' Jämtin (Hartigan) 38' Hartigan (Dahlbeck) 46' Lindhagen (J. Hlinka, Johansson) | Rozhodčí: Antonín Jeřábek Jan Hribik |
| 8 min                                          | 8 min                                          | Tresty   | 14 min | Rozhodčí: Antonín Jeřábek Jan Hribik |
| 45                                             | 45                                             | Střely   | 30 | Rozhodčí: Antonín Jeřábek Jan Hribik |

| 16. prosince 2011 17:15 SEČ | Jokerit Helsinky | 7 – 2 (2:1, 3:0, 2:1) | HC Mountfield České Budějovice | Albert Schultz Eishalle, Vídeň Návštěvnost: 1 200 |  |

| Report | |          |                                                               |                                            |
| Zoltán Hetényi | Zoltán Hetényi | Brankáři | Jakub Kovář                                                   | Rozhodčí: Thomas Andersson Patrick Sjöberg |
| Eaves (Niemi, Hardt) 5' Kerälä (Pulkkinen, Lahti) 9' Lahti (Pulkkinen) 23' Hardt (Eaves, Filppula) 28' Kerälä (Lahti) 29' Rita (Filppula, Niemi) 54' Hardt (Mäki) 57' | Eaves (Niemi, Hardt) 5' Kerälä (Pulkkinen, Lahti) 9' Lahti (Pulkkinen) 23' Hardt (Eaves, Filppula) 28' Kerälä (Lahti) 29' Rita (Filppula, Niemi) 54' Hardt (Mäki) 57' |          | 7' Šimánek (Kašpařík, Mertl) 59' Martynek (Kašpařík, Šimánek) | Rozhodčí: Thomas Andersson Patrick Sjöberg |
| 4 min | 4 min | Tresty   | 8 min                                                         | Rozhodčí: Thomas Andersson Patrick Sjöberg |
| 30 | 30 | Střely   | 23                                                            | Rozhodčí: Thomas Andersson Patrick Sjöberg |

| 16. prosince 2011 20:30 SEČ | HC ČSOB Pojišťovna Pardubice | 1 – 2 (0:0, 2:1, 0:0) | EC Red Bull Salzburg | Eisarena Salzburg, Salcburk Návštěvnost: 1 580 |  |

| Report                    |                           |          |                                                       |                                      |
| Martin Růžička            | Martin Růžička            | Brankáři | Marty Turco                                           | Rozhodčí: Antti Boman Jari Leppäalho |
| Koukal (Starý, Borer) 38' | Koukal (Starý, Borer) 38' |          | 35' Williams (Glenn, Aubin) 39' Redenbach (Schachler) | Rozhodčí: Antti Boman Jari Leppäalho |
| 18 min                    | 18 min                    | Tresty   | 16 min                                                | Rozhodčí: Antti Boman Jari Leppäalho |
| 47                        | 47                        | Střely   | 33                                                    | Rozhodčí: Antti Boman Jari Leppäalho |

| 16. prosince 2011 20:30 SEČ | HC Plzeň 1929 | 1 – 2 SN (0:0, 0:1, 1:0, 0:0, 0:1) | Luleå HF | Albert Schultz Eishalle, Vídeň Návštěvnost: 1 000 |  |

| Report                           |                                  |          |                                            |                                                |
| Adam Svoboda                     | Adam Svoboda                     | Brankáři | David Rautio                               | Rozhodčí: Florian Zehetleitner Thomas Berneker |
| Jan Kovář (Duda, St. Pierre) 45' | Jan Kovář (Duda, St. Pierre) 45' |          | 35' Koivisto (Vihko, Viitaluoma) SN' Harju | Rozhodčí: Florian Zehetleitner Thomas Berneker |
| 10 min                           | 10 min                           | Tresty   | 6 min                                      | Rozhodčí: Florian Zehetleitner Thomas Berneker |
| 27                               | 27                               | Střely   | 30                                         | Rozhodčí: Florian Zehetleitner Thomas Berneker |

#### Klasifikační kolo
| 17. prosince 2011 17:15 SEČ | Frölunda Indians | 4 – 5 (1:1, 1:4, 2:0) | HC ČSOB Pojišťovna Pardubice | Eisarena Salzburg, Salcburk Návštěvnost: 420 |  |

| Report                                                                  |                                                                         |          |                                                                                                |                                      |
| Linus Fernström                                                         | Linus Fernström                                                         | Brankáři | Vladislav Koutský                                                                              | Rozhodčí: Antti Boman Jari Leppäalho |
| Axelsson (Petersson) 8' Pettersson (Tömmernes) 29' Lasu 53' Pyörälä 59' | Axelsson (Petersson) 8' Pettersson (Tömmernes) 29' Lasu 53' Pyörälä 59' |          | 2' Buchtele (Borer) 27' Šagát (Benák, Buchtele) 29' Benák (Půhoný, Kolář) 37' Šagát 37' Kousal | Rozhodčí: Antti Boman Jari Leppäalho |
| 8 min                                                                   | 8 min                                                                   | Tresty   | 16 min                                                                                         | Rozhodčí: Antti Boman Jari Leppäalho |
| 34                                                                      | 34                                                                      | Střely   | 28                                                                                             | Rozhodčí: Antti Boman Jari Leppäalho |

| 17. prosince 2011 20:30 SEČ | HC Mountfield České Budějovice | 4 – 5 SN (2:0, 1:2, 1:2) | HC Plzeň 1929 | Albert Schultz Eishalle, Vídeň Návštěvnost: 1 000 |  |

| Report                                                                                      |                                                                                             |          | |                                           |
| Jakub Kovář                                                                                 | Jakub Kovář                                                                                 | Brankáři | Marek Mazanec                                                                                                  | Rozhodčí: Thomas Andersson Patrik Sjöberg |
| Novák (Martynek, Kašpařík) 8' Dvořák (Gulaš) 10' Martynek (Šimánek, Ptáček) 35' Šimánek 44' | Novák (Martynek, Kašpařík) 8' Dvořák (Gulaš) 10' Martynek (Šimánek, Ptáček) 35' Šimánek 44' |          | 24' Stránský (Ruprecht) 33' Andrašovský (Straka) 59' Dvořák (Dresler) 60' Vlasák (Vykoukal, Straka) SN' Pletka | Rozhodčí: Thomas Andersson Patrik Sjöberg |
| 12 min                                                                                      | 12 min                                                                                      | Tresty   | 8 min | Rozhodčí: Thomas Andersson Patrik Sjöberg |
| 23                                                                                          | 23                                                                                          | Střely   | 38 | Rozhodčí: Thomas Andersson Patrik Sjöberg |

#### Semifinále
| 17. prosince 2011 17:15 SEČ | Jokerit Helsinky | 3 – 2 v prod. (0:1, 2:0, 0:1, 1:0) | Luleå HF | Albert Schultz Eishalle, Vídeň Návštěvnost: 1 000 |  |

| Report                                                                   |                                                                          |          |                                                                  |                                                |
| Frans Tuohimaa                                                           | Frans Tuohimaa                                                           | Brankáři | Johan Gustafsson                                                 | Rozhodčí: Thomas Berneker Florian Zehetleitner |
| Väänänen (Eronen, Filppula) 37' Ruuttu 40' Nordlund (Dehner, Kerälä) 65' | Väänänen (Eronen, Filppula) 37' Ruuttu 40' Nordlund (Dehner, Kerälä) 65' |          | 14' Väänänen (Eronen, Filppula) 48' Viitaluoma (Vihko, Koivisto) | Rozhodčí: Thomas Berneker Florian Zehetleitner |
| 4 min                                                                    | 4 min                                                                    | Tresty   | 6 min                                                            | Rozhodčí: Thomas Berneker Florian Zehetleitner |
| 30                                                                       | 30                                                                       | Střely   | 26                                                               | Rozhodčí: Thomas Berneker Florian Zehetleitner |

| 17. prosince 2011 20:30 SEČ | Linköpings HC | 3 – 4 SN (1:0, 1:3, 1:0, 0:0, 0:1) | EC Red Bull Salzburg | Eisarena Salzburg, Salcburk Návštěvnost: 1 460 |  |

| Report                                                                                      |                                                                                             |          |                                                                                      |                                      |
| Fredrik Norrena                                                                             | Fredrik Norrena                                                                             | Brankáři | Marty Turco                                                                          | Rozhodčí: Jan Hribik Antonín Jeřábek |
| Arlbrandt (Hultström) 8' Åkerman (Lindhagen, Hlinka) 30' Andersson (Arlbrandt, Åkerman) 34' | Arlbrandt (Hultström) 8' Åkerman (Lindhagen, Hlinka) 30' Andersson (Arlbrandt, Åkerman) 34' |          | 25' Aubin (Abid) 26' Bois (Glenn, Aubin) 49' Barney (Williams, Schlacher) SN' Barney | Rozhodčí: Jan Hribik Antonín Jeřábek |
| 18 min                                                                                      | 18 min                                                                                      | Tresty   | 28 min                                                                               | Rozhodčí: Jan Hribik Antonín Jeřábek |
| 40                                                                                          | 40                                                                                          | Střely   | 38                                                                                   | Rozhodčí: Jan Hribik Antonín Jeřábek |

#### Zápas o 7. místo
| 18. prosince 2011 14:00 SEČ | Frölunda Indians | 4 – 2 (2:1, 1:0, 1:1) | HC Mountfield České Budějovice | Eisarena Salzburg, Salcburk Návštěvnost: 280 |  |

| Report | |          |                                                     |                                      |
| Magnus Hellberg | Magnus Hellberg | Brankáři | Pavel Kántor                                        | Rozhodčí: Antti Boman Jari Leppäalho |
| Backman (Sjöström, Lasu) 13' Johansson (A. Axelsson, Lundqvist) 19' Tömmernes (Johansson, Olimb) 33' Pettersson (Olimb, Persson) 47' | Backman (Sjöström, Lasu) 13' Johansson (A. Axelsson, Lundqvist) 19' Tömmernes (Johansson, Olimb) 33' Pettersson (Olimb, Persson) 47' |          | 16' Šimánek (Martynek) 54' Kuchejda (Mertl, Pšurný) | Rozhodčí: Antti Boman Jari Leppäalho |
| 6 min | 6 min | Tresty   | 4 min                                               | Rozhodčí: Antti Boman Jari Leppäalho |
| 29 | 29 | Střely   | 23                                                  | Rozhodčí: Antti Boman Jari Leppäalho |

#### Zápas o 5. místo
| 18. prosince 2011 17:15 SEČ | HC ČSOB Pojišťovna Pardubice | 5 – 3 (2:1, 3:0, 0:2) | HC Plzeň 1929 | Eisarena Salzburg, Salcburk Návštěvnost: 490 |  |

| Report                                                                                                 | |          |                                                                               |                                      |
| Vladislav Koutský                                                                                      | Vladislav Koutský                                                                                      | Brankáři | Adam Svoboda                                                                  | Rozhodčí: Jan Hribik Antonín Jeřábek |
| Koukal 17' Borer (Starý) 20' Zohorna (Kolář, Starý) 33' Šagát (Borer) 34' Zohorna (Semorád, Benák) 38' | Koukal 17' Borer (Starý) 20' Zohorna (Kolář, Starý) 33' Šagát (Borer) 34' Zohorna (Semorád, Benák) 38' |          | 18' Pitule (Kaberle, Marušák) 48' Kovář (Kinrade) 49' Mrňa (Dresler, Mazanec) | Rozhodčí: Jan Hribik Antonín Jeřábek |
| 14 min                                                                                                 | 14 min                                                                                                 | Tresty   | 8 min                                                                         | Rozhodčí: Jan Hribik Antonín Jeřábek |
| 29 | 29 | Střely   | 25                                                                            | Rozhodčí: Jan Hribik Antonín Jeřábek |

#### Zápas o 3. místo
| 18. prosince 2011 17:15 SEČ | Luleå HF | 3 – 2 v prod. (0:1, 1:1, 1:0, 1:0) | Linköpings HC | Albert Schultz Eishalle, Vídeň Návštěvnost: 1 200 |  |

| Report                                                          |                                                                 |          |                                                       |                                                |
| David Rautio                                                    | David Rautio                                                    | Brankáři | Christian Engstrand                                   | Rozhodčí: Thomas Berkener Florian Zehetleitner |
| Hjalmarsson (Sandell, Sandström) 30' Fransson 52' Sandström 65' | Hjalmarsson (Sandell, Sandström) 30' Fransson 52' Sandström 65' |          | 20' Hlaváč (Arlbrandt) 24' Dahlbeck (Ottosson, Ylven) | Rozhodčí: Thomas Berkener Florian Zehetleitner |
| 6 min                                                           | 6 min                                                           | Tresty   | 20 min                                                | Rozhodčí: Thomas Berkener Florian Zehetleitner |
| 31                                                              | 31                                                              | Střely   | 43                                                    | Rozhodčí: Thomas Berkener Florian Zehetleitner |

#### Finále
| 18. prosince 2011 20:30 SEČ | Jokerit Helsinky | 2 – 3 (1:0, 1:1, 0:2) | EC Red Bull Salzburg | Albert Schultz Eishalle, Vídeň Návštěvnost: 3 200 |  |

| Report                                    |                                           |          |                                                                     |                                            |
| Frans Tuohimaa                            | Frans Tuohimaa                            | Brankáři | Marty Turco                                                         | Rozhodčí: Thomas Andersson Patrick Sjöberg |
| Hardt (Filppula) 1' A. Ruuttu (Hardt) 27' | Hardt (Filppula) 1' A. Ruuttu (Hardt) 27' |          | 34' Bois (Abid, Glenn) 42' Bois (Regier, Aubin) 48' Aliu (Schiechl) | Rozhodčí: Thomas Andersson Patrick Sjöberg |
| 12 min                                    | 12 min                                    | Tresty   | 10 min                                                              | Rozhodčí: Thomas Andersson Patrick Sjöberg |
| 33                                        | 33                                        | Střely   | 25                                                                  | Rozhodčí: Thomas Andersson Patrick Sjöberg |

## Vyhodnocení a statistiky

### Konečné pořadí
| Pořadí           | Tým                            |
| ---------------- | ------------------------------ |
| Zlatá medaile    | EC Red Bull Salzburg           |
| Stříbrná medaile | Jokerit Helsinky               |
| Bronzová medaile | Luleå HF                       |
| 4.               | Linköpings HC                  |
| 5.               | Pojišťovna Pardubice           |
| 6.               | HC Plzeň 1929                  |
| 7.               | Frölunda Indians               |
| 8.               | HC Mountfield České Budějovice |

### Nejproduktivnější hráči
| Hráč               | Tým                  | Z  | G | A  | B  | TM | POz |
| ------------------ | -------------------- | -- | - | -- | -- | -- | --- |
| Ilari Filppula     | Jokerit Helsinky     | 11 | 3 | 13 | 16 | 2  | Ú   |
| Ben Eaves          | Jokerit Helsinky     | 11 | 7 | 6  | 13 | 2  | C   |
| Ramzi Abid         | EC Red Bull Salzburg | 11 | 2 | 11 | 13 | 45 | LK  |
| Mathis Olimb       | Frölunda Indians     | 10 | 3 | 9  | 12 | 8  | Ú   |
| Danny Bois         | Vienna Capitals      | 11 | 5 | 6  | 11 | 34 | PK  |
| Benoît Gratton     | Vienna Capitals      | 8  | 2 | 9  | 11 | 50 | C   |
| Martin Straka      | HC Plzeň 1929        | 10 | 0 | 11 | 11 | 0  | Ú   |
| Tomáš Vlasák       | HC Plzeň 1929        | 10 | 8 | 2  | 10 | 2  | PK  |
| Fredrik Pettersson | Frölunda Indians     | 8  | 4 | 6  | 10 | 8  | PK  |
| Magnus Kahnberg    | Frölunda Indians     | 8  | 4 | 6  | 10 | 4  | Ú   |

### Brankáři
| Hráč             | Tým                  | ČNL    | PČS | OG | POG  | %ChS  | ČK |
| ---------------- | -------------------- | ------ | --- | -- | ---- | ----- | -- |
| Marty Turco      | EC Red Bull Salzburg | 185:00 | 120 | 6  | 1.95 | 95.00 | 0  |
| Zoltán Hetényi   | Jokerit Helsinky     | 120:00 | 59  | 3  | 1.50 | 94.92 | 1  |
| Ville Hostikka   | Kärpät Oulu          | 255:00 | 140 | 8  | 1.88 | 94.29 | 0  |
| Joel Lassinantti | Luleå HF             | 119:45 | 51  | 3  | 1.50 | 94.12 | 0  |
| Marek Schwarz    | TPS Turku            | 243:17 | 99  | 6  | 1.48 | 93.94 | 1  |